# Mardié
Mardié est une commune française située dans le département du Loiret en région Centre-Val de Loire.
La commune est située dans le périmètre de la région naturelle du Val de Loire inscrit au patrimoine mondial de l'UNESCO.

## Géographie

### Localisation

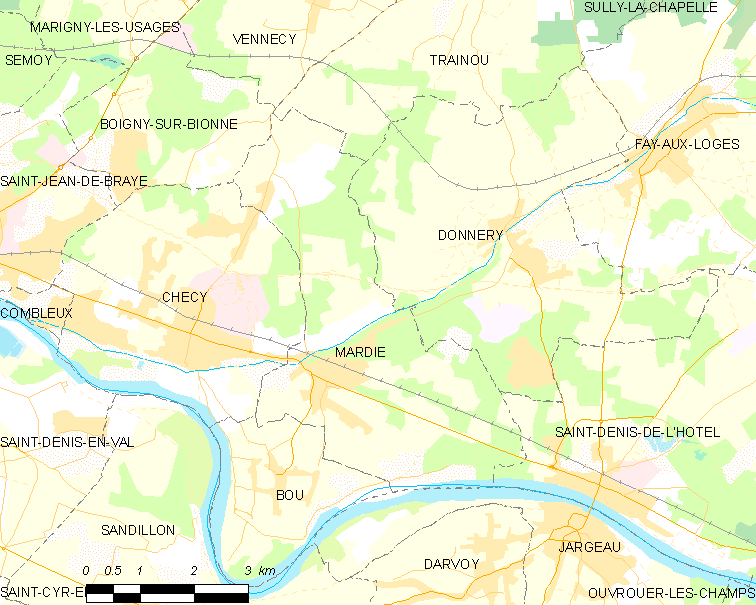
Carte de la commune de Mardié et des communes limitrophes

La commune de Mardié se trouve dans le centre du département du Loiret, dans la région agricole du Val de Loire et l'aire urbaine d'Orléans. À vol d'oiseau, elle se situe à 11,4 km  d'Orléans, préfecture du département, et à 2,5 km de Chécy, ancien chef-lieu du canton dont dépendait la commune avant mars 2015. La commune fait partie du bassin de vie d'Orléans.
Les communes les plus proches sont : Bou (1,6 km), Chécy (2,5 km), Darvoy (4 km), Donnery (4,8 km), Sandillon (4,8 km), Combleux (5,2 km), Jargeau (5,3 km), Saint-Denis-de-l'Hôtel (5,4 km), Boigny-sur-Bionne (6,1 km) et Férolles (6,9 km).
| Boigny-sur-Bionne | Vennecy  | Traînou                        |
| Chécy             | Mardié   | Donnery Saint-Denis-de-l'Hôtel |
| Bou               | La Loire |                                |

### Géologie et relief

Carte géologique de la commune de Mardié.
Fz : Alluvions récentes des lits mineurs (Holocène)
FC : Alluvions et colluvions du fond des vallées secondaires (Holocène)
Fy : Alluvions récentes des levées et montilles de la Loire (Holocène)
Fw : Alluvions de haute terrasse de la Loire (Pléistocène (Riss))
m3-p1SASo : Sables et argiles de Sologne (Langhien supérieur à Pliocène inférieur.)
m2MSO : Marnes et sables de l'Orléanais (Burdigalien)
m2MCO : Marnes et calcaires de l'Orléanais (Burdigalien)
m1CPi : Calcaires de Pithiviers (Aquitanien)

La région d’Orléans se situe dans le sud du Bassin parisien, vaste cuvette composée d’un empilement de couches sédimentaires d’origines essentiellement détritiques (issus de l’érosion d’anciennes chaînes de montagnes) et carbonatées (précipitation de carbonate de calcium). Ces dépôts s'étagent du Trias (- 250 millions d’années) au Pliocène (- 23 millions d’années) et se font surtout en contexte marin, mais aussi en milieu lacustre. Les successions de périodes glaciaires et interglaciaires au Quaternaire aboutissent à la configuration géomorphologique actuelle : altération plus ou moins profonde des roches en place, terrasses alluviales anciennes perchées sur les plateaux et incision de la vallée actuelle de la Loire,.
Les calcaires de Beauce, qui constituent le socle du territoire communal, se forment à l'Aquitanien (de - 23 à - 20,5 millions d’années). Leur partie supérieure, les calcaires de Pithiviers (m1CPi) et les marnes et calcaires de l’Orléanais (m2MCO), affleure sur les flancs des vallées de l'Oussance et de la Bionne,. Les marnes et sables de l’Orléanais (m2MSO), premiers dépôts burdigaliens (de – 20,44 à – 15,97 millions d'années) recouvrant les calcaires de Beauce, occupent la partie nord de la commune, et par les sables et argiles de Sologne (m3-p1SASO), datés du Langhien supérieur au Pliocène inférieur, occupant une petite partie nord-est de la commune. Diverses alluvions complètent cette stratigraphie géologique : des alluvions fluviatiles anciennes, les hautes terrasses de la Loire (Fw),  affleurant sur une grande partie de la commune, et des alluvions plus récentes (Fy et Fz), datant de l'Holocène, dans les lits majeurs de la Loire et de l'Oussance.
Fragmentés et fissurés, les calcaires peuvent être le siège de phénomènes karstiques, avec des circulations préférentielles d’eaux souterraines qui érodent ces calcaires en profondeur et peuvent entraîner la formation de dépressions, gouffre ou dolines. 18 cavités ont été inventoriées par le service régional Centre du BRGM, en octobre 2003 sur l’ensemble de la commune, dont un gouffre et de nombreuses dolines.
Le territoire communal est relativement plat puisque la dénivelée maximale est de 27 mètres. L'altitude du territoire varie en effet de 97 mètres à 124 mètres,.

### Hydrographie

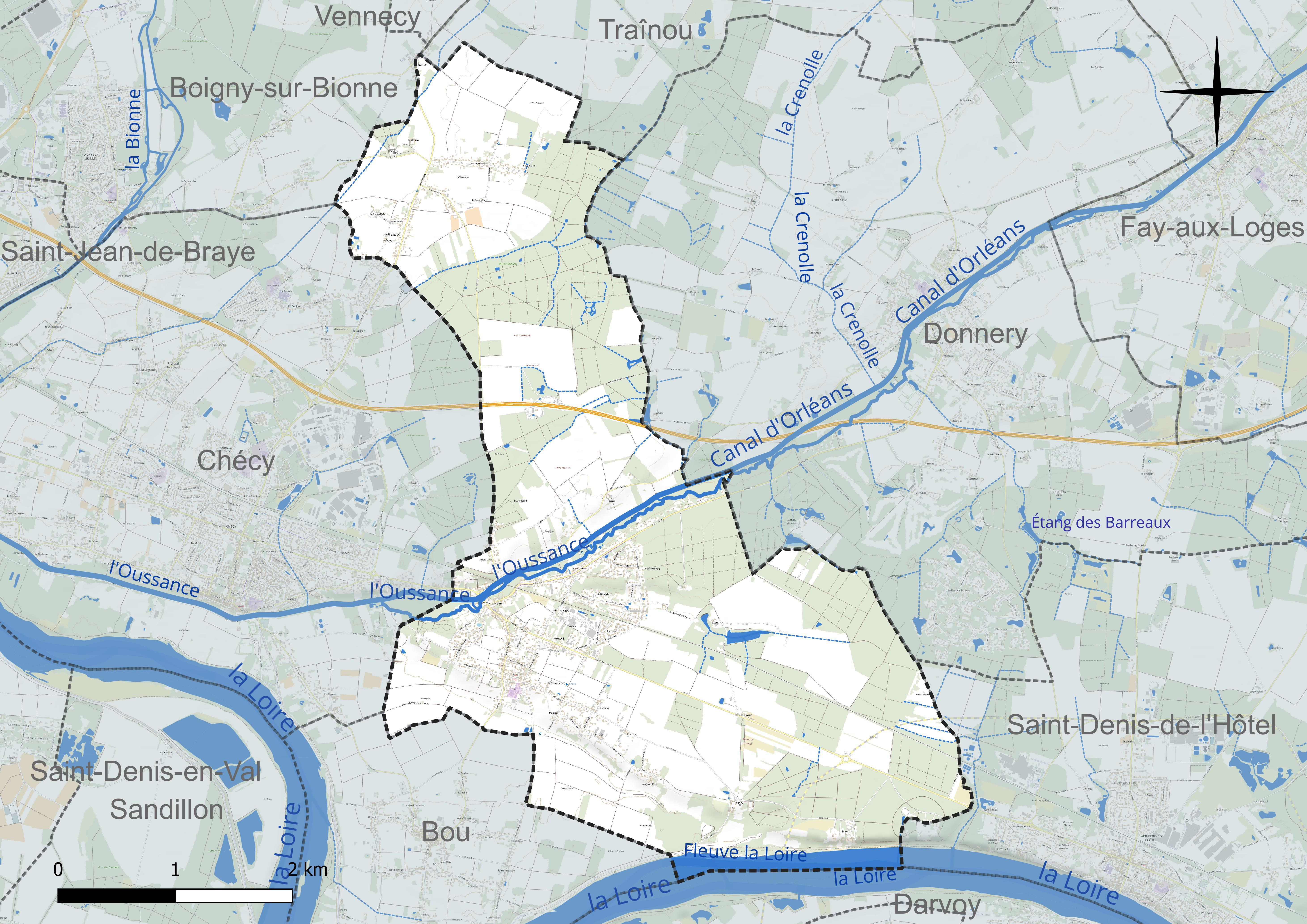
Réseau hydrographique de Mardié.

La commune est traversée par le Canal d'Orléans (2,397 km) et la Loire (1,385 km). Le réseau hydrographique communal, d'une longueur totale de 9,06 km, comprend un autre cours d'eau notable, l'Oussance (3,19 km), et divers petits cours d'eau.
Le canal d’Orléans court sur 78,65 kilomètres entre Orléans, où il débouche dans la Loire et Châlette-sur-Loing, où il rejoint le canal du Loing et le canal de Briare au niveau du bief de Buges. La commune de Mardié est traversée par le bief de Pont-aux-Moines, d'une longueur de 4 660 m entre l'écluse de Pont-aux-Moines et l'écluse de la Patache sur la commune de Combleux. Le canal est en plein essor de 1692 à 1793. De 1 500 à 2 000 bateaux remontent chaque année la Loire depuis Nantes pour gagner Paris. Le port de Pont-aux-Moines est créé en 1774 et celui de la Poterie près de Donnery en 1776. Ce dernier embarquera en particulier des vins de la région d'Orléans, des matériaux de construction et du bois de la forêt d'Orléans. En 1811, il a  expédié vers Paris, l'équivalent de plus de 40 grands bateaux chargés chacun de 200 poinçons. Mais avec la concurrence du rail, le trafic diminue puis disparaît complètement au début du 20e siècle. Le canal est déclassé en 1954 des voies navigables et entre dans le domaine privé de l’État. Des promenades dans un bateau pouvant accueillir une centaine de places sont aujourd'hui proposées entre le port d'attache de Pont-aux-Moines et Combleux en aval.
Le cours de la Loire s’insère dans une large vallée qu’elle a façonnée peu à peu depuis des milliers d’années. Elle traverse le sud du département du Loiret depuis Beaulieu-sur-Loire jusqu'à Beaugency, avec un cours large et lent. La Loire présente des fluctuations saisonnières de débit assez marquées. La station hydrométrique la plus proche en amont de la commune est celle de Gien, toutefois, la station servant de référence en cas de crue est celle d'Orléans, au droit du pont Royal. Le débit mensuel moyen (calculé sur 55 ans pour cette station) varie de 96,80 m3/s au mois d'août  à 600 m3/s au mois de février. La Loire connaît toutefois en cas d'intempéries exceptionnelles des pics de débits très importants, le maximum ayant été atteint sur cette station le 8 décembre 2003 avec 3 130 m3/s. Le débit maximal de la Loire calculé pour les crues maximales de 1856 ou 1866 est de l'ordre de 7 000 m3/s,. La hauteur maximale a été atteinte le 2 juin 1856 avec 7,10 m.Son débit est régulé par des barrages amont (Naussac en amont sur l’Allier et Villerest). Ces barrages interviennent pour le soutien d’étiage (débit minimum de 60 m3/s en étiage à Gien) et Villerest permet également d’écrêter les crues. La Loire est un cours d’eau domanial classé en deuxième catégorie piscicole. L'espèce biologique dominante est constituée essentiellement de poissons blancs (cyprinidés) et de carnassiers (brochet, sandre et perche). Depuis les années 1990 ce type de rivières est également peuplé de silures,
L'Oussance, ou Cens, d'une longueur totale de 19,9 km, prend sa source dans la commune de Nibelle et se jette  dans le Canal d'Orléans à Orléans, après avoir traversé 11 communes.

### Climat
Pour des articles plus généraux, voir Climat du Centre-Val de Loire et Climat du Loiret.
En 2010, le climat de la commune est de type climat océanique dégradé des plaines du Centre et du Nord, selon une étude du CNRS s'appuyant sur une série de données couvrant la période 1971-2000. En 2020, Météo-France publie une typologie des climats de la France métropolitaine dans laquelle la commune est exposée à un climat océanique altéré et est dans la région climatique Moyenne vallée de la Loire, caractérisée par une bonne insolation (1 850 h/an) et un été peu pluvieux.
Pour la période 1971-2000, la température annuelle moyenne est de 10,9 °C, avec une amplitude thermique annuelle de 15,1 °C. Le cumul annuel moyen de précipitations est de 665 mm, avec 11,2 jours de précipitations en janvier et 7,1 jours en juillet. Pour la période 1991-2020, la température moyenne annuelle observée sur la station météorologique de Météo-France la plus proche, sur la commune de Fleury-les-Aubrais à 11 km à vol d'oiseau, est de 11,7 °C et le cumul annuel moyen de précipitations est de 728,8 mm,. Pour l'avenir, les paramètres climatiques de la commune estimés pour 2050 selon différents scénarios d'émission de gaz à effet de serre sont consultables sur un site dédié publié par Météo-France en novembre 2022.

### Milieux naturels et biodiversité

#### Sites Natura 2000
Le réseau Natura 2000 est un réseau écologique européen de sites naturels d’intérêt écologique élaboré à partir des Directives « Habitats » et « Oiseaux ». Ce réseau est constitué de Zones Spéciales de Conservation (ZSC) et de Zones de Protection Spéciale (ZPS). Dans les zones de ce réseau, les États Membres s'engagent à maintenir dans un état de conservation favorable les types d'habitats et d'espèces concernés, par le biais de mesures réglementaires, administratives ou contractuelles. L'objectif est de promouvoir une gestion adaptée des habitats tout en tenant compte des exigences économiques, sociales et culturelles, ainsi que des particularités régionales et locales de chaque État Membre. les activités humaines ne sont pas interdites, dès lors que celles-ci ne remettent pas en cause significativement l’état de conservation favorable des habitats et des espèces concernés,. Les sites Natura 2000 présents sur le territoire communal de Mardié sont au nombre de deux.
| Nom                                                 | Numéro    | Type                       | Arrêté        | Superficie | Description |
| --------------------------------------------------- | --------- | -------------------------- | ------------- | ---------- | --- |
| Vallée de la Loire de Tavers à Belleville-sur-Loire | FR2400528 | SIC (Directive "Habitats") | 13 avril 2007 | 7 120 ha   | Le site concerne 51 communes. La délimitation de ce site Natura 2000 est très proche de celle correspondant à la Directive Oiseaux. L'intérêt majeur du site repose sur les milieux ligériens liés à la dynamique du fleuve, qui hébergent de nombreuses espèces citées en annexe II de la directive Habitats. Il est situé dans la frange sud de la commune. |
| Vallée de la Loire du Loiret                        | FR2410017 | ZPS (Directive "Oiseaux")  | 4 mai 2007    | 7 684 ha   | Le site concerne la vallée de la Loire dans le Loiret. Cette ZPS se poursuit en amont et en aval sur les départements voisins. L'intérêt majeur du site repose sur les milieux et les espèces ligériens liés à la dynamique du fleuve. Ces milieux hébergent de nombreuses espèces citées en annexe I de la directive Oiseaux. Le site est caractérisé par la présence de colonies nicheuses de sternes naine et pierregarin et de mouette mélanocéphale. Des sites de pêche du Balbuzard pêcheur sont également présents. Le site est également lieu de reproduction du bihoreau gris, de l'aigrette garzette, de la bondrée apivore, du milan noir, de l'œdicnème criard, du martin-pêcheur, du pic noir, de la pie-grièche écorcheur. Il est situé dans la frange sud de la commune. |

Sélection de représentants de l'avifaune de la zone Natura 2000 « Vallée de la Loire du Loiret ».
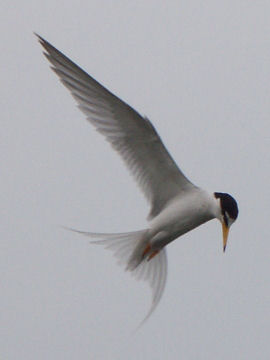
Sterne naine
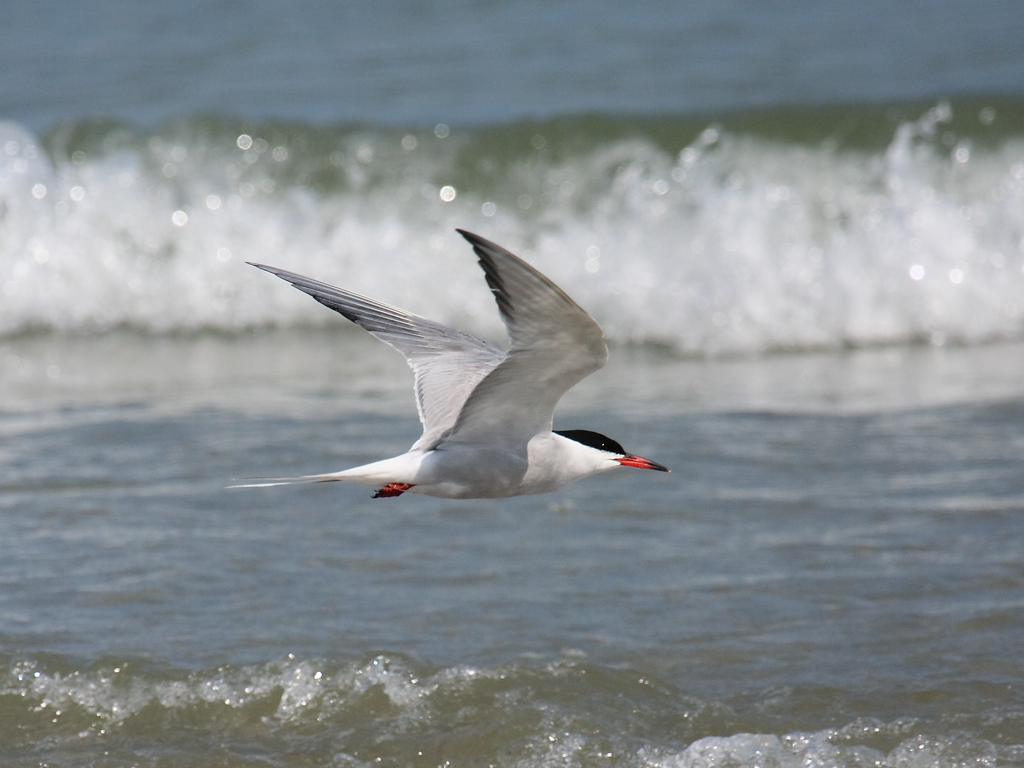
Sterne pierregarin
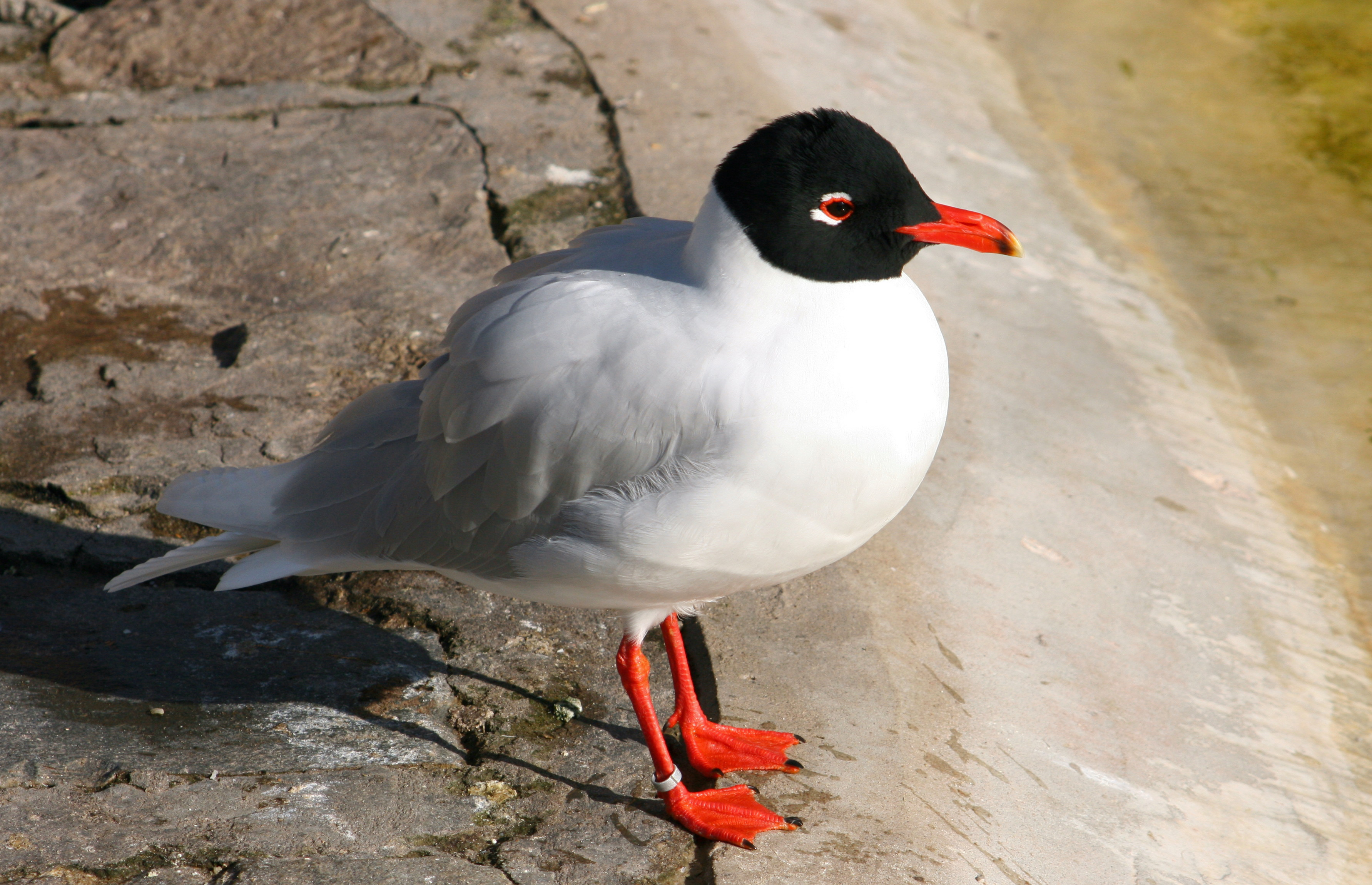
Mouette mélanocéphale
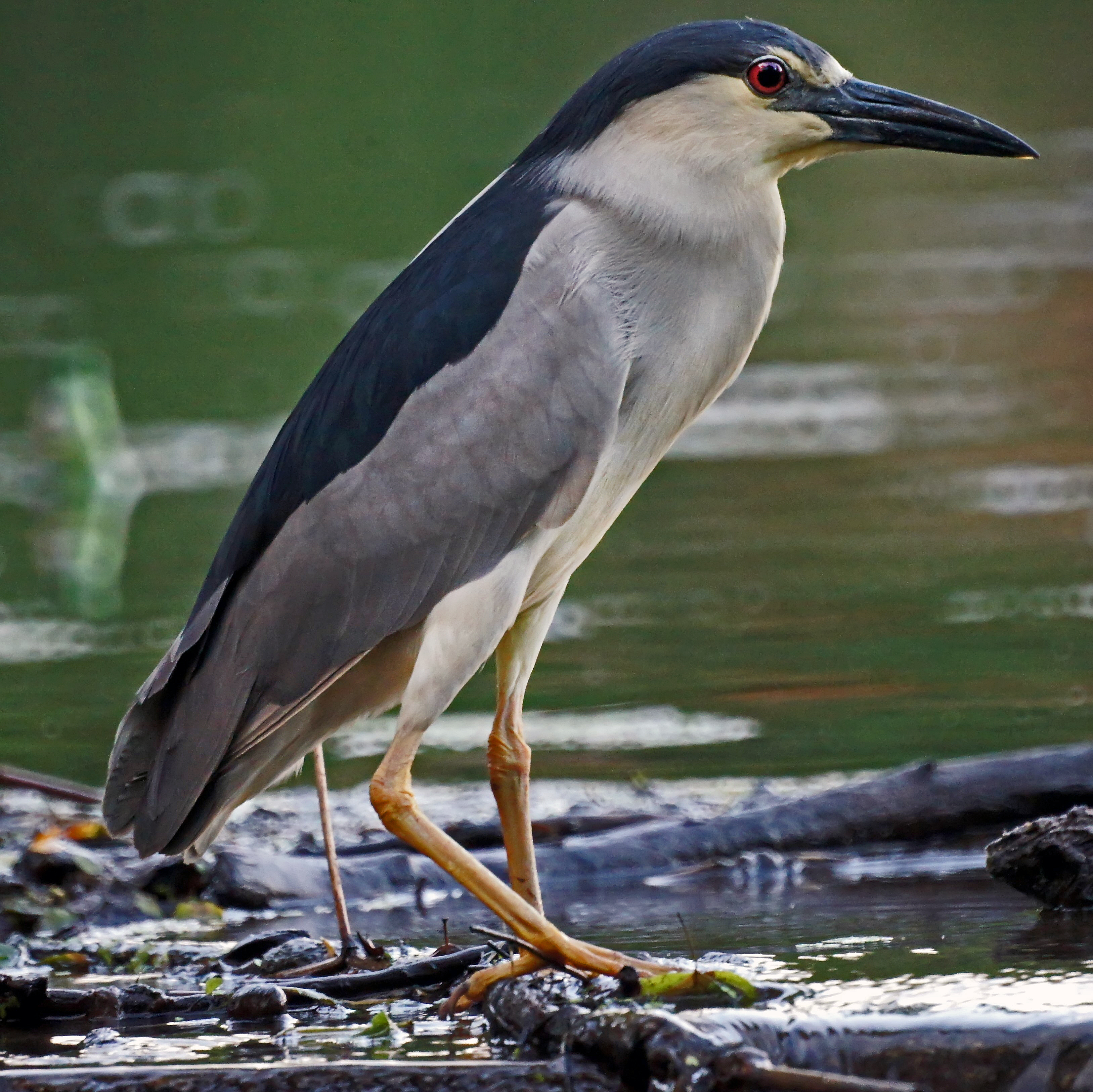
Bihoreau gris
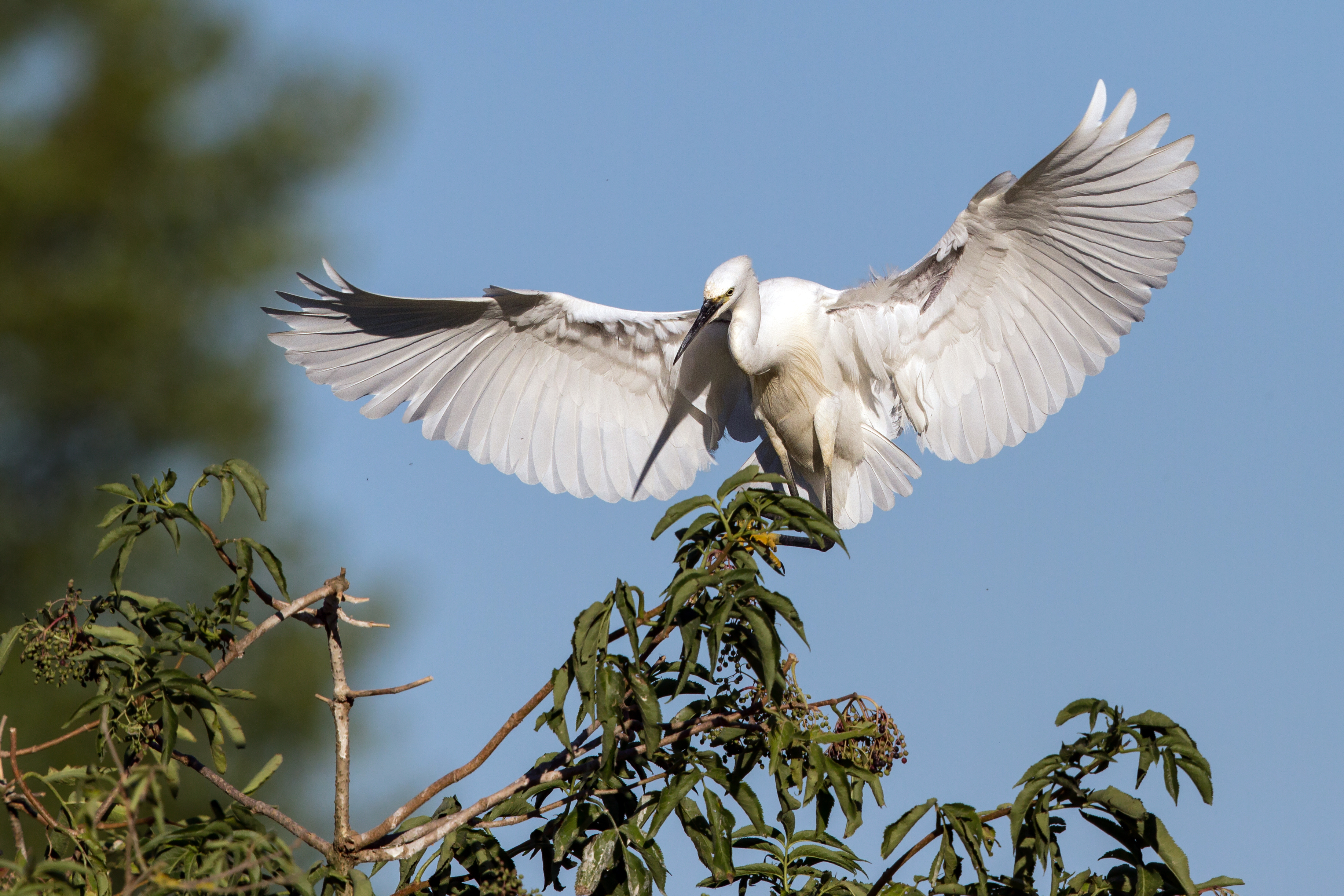
Aigrette garzette
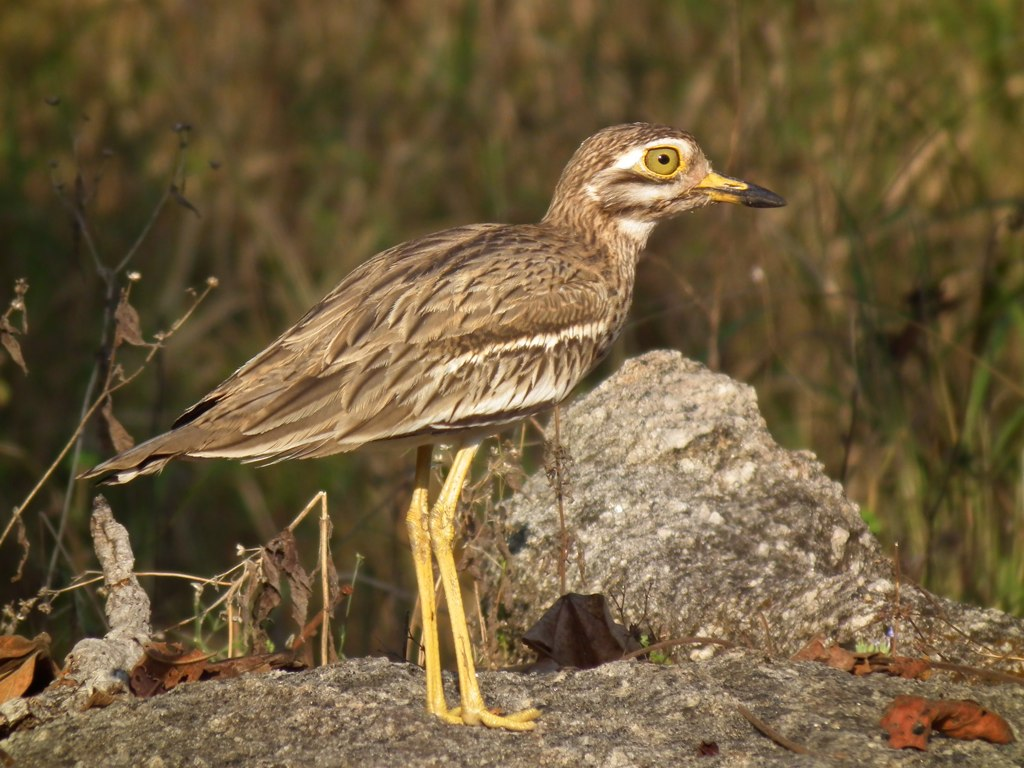
Œdicnème criard
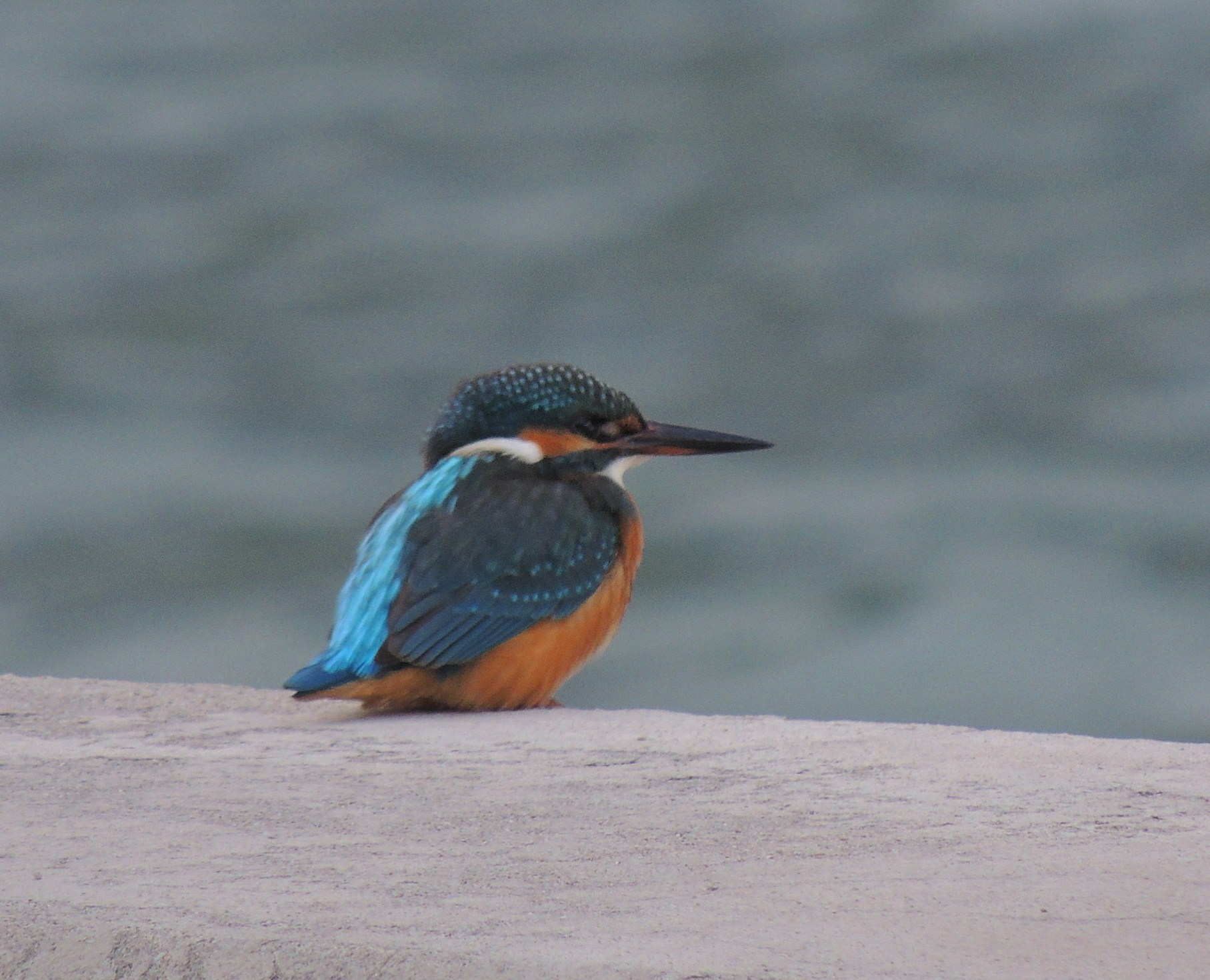
Martin-pêcheur d'Europe

#### Zones nationales d'intérêt écologique, faunistique et floristique

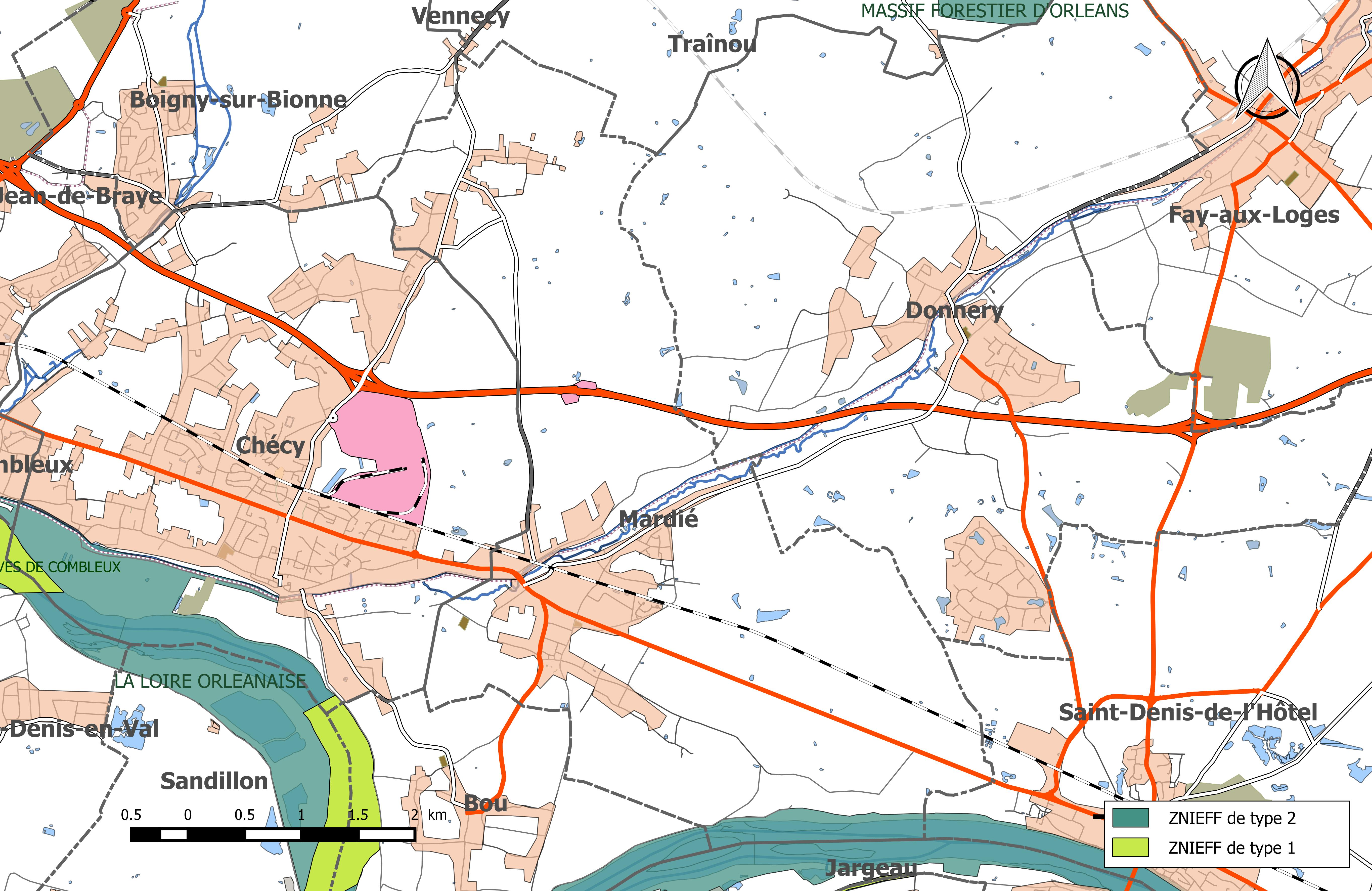
Carte des ZNIEFF de la commune et de ses abords.

L’inventaire des zones naturelles d'intérêt écologique, faunistique et floristique (ZNIEFF) a pour objectif de réaliser une couverture des zones les plus intéressantes sur le plan écologique, essentiellement dans la perspective d’améliorer la connaissance du patrimoine naturel national et de fournir aux différents décideurs un outil d’aide à la prise en compte de l’environnement dans l’aménagement du territoire. Le territoire communal de Mardié comprend une ZNIEFF.
| Désignation             | Type   | Superficie     | Description |
| ----------------------- | ------ | -------------- | --- |
| « La loire orléanaise » | type 2 | 5 458 hectares | La zone s'étend sur 37 communes, dont Dampierre-en-Burly, et se superpose pour la commune à la zone Natura 2000 de nom similaire. Elle correspond à la boucle septentrionale du fleuve. Son altitude varie entre 80 et 135 m. Elle se caractérise par un lit mineur largement occupé par des îles et grèves sableuses. Ces milieux soumis au marnage annuel recèlent de multiples habitats plus ou moins temporaires. C'est pratiquement la seule section qui présente des méandres. On observe, sur les basses terrasses, quelques formations sablo-calcaires. |

## Urbanisme

### Typologie
Au 1er janvier 2024, Mardié est catégorisée ceinture urbaine, selon la nouvelle grille communale de densité à sept niveaux définie par l'Insee en 2022.
Elle appartient à l'unité urbaine d'Orléans, une agglomération intra-départementale regroupant 19  communes, dont elle est une commune de la banlieue,,. Par ailleurs la commune fait partie de l'aire d'attraction d'Orléans, dont elle est une commune de la couronne,. Cette aire, qui regroupe 136 communes, est catégorisée dans les aires de 200 000 à moins de 700 000 habitants,.

### Occupation des sols
L'occupation des sols de la commune, telle qu'elle ressort de la base de données européenne d’occupation biophysique des sols Corine Land Cover (CLC), est marquée par l'importance des territoires agricoles (56,3 % en 2018), en diminution par rapport à 1990 (57,1 %). La répartition détaillée en 2018 est la suivante : 
terres arables (40,7 %), forêts (33,1 %), zones agricoles hétérogènes (15,6 %), zones urbanisées (9,1 %), eaux continentales (1,5 %).
L'évolution de l’occupation des sols de la commune et de ses infrastructures peut être observée sur les différentes représentations cartographiques du territoire : la carte de Cassini (XVIIIe siècle), la carte d'état-major (1820-1866) et les cartes ou photos aériennes de l'IGN pour la période actuelle (1950 à aujourd'hui).

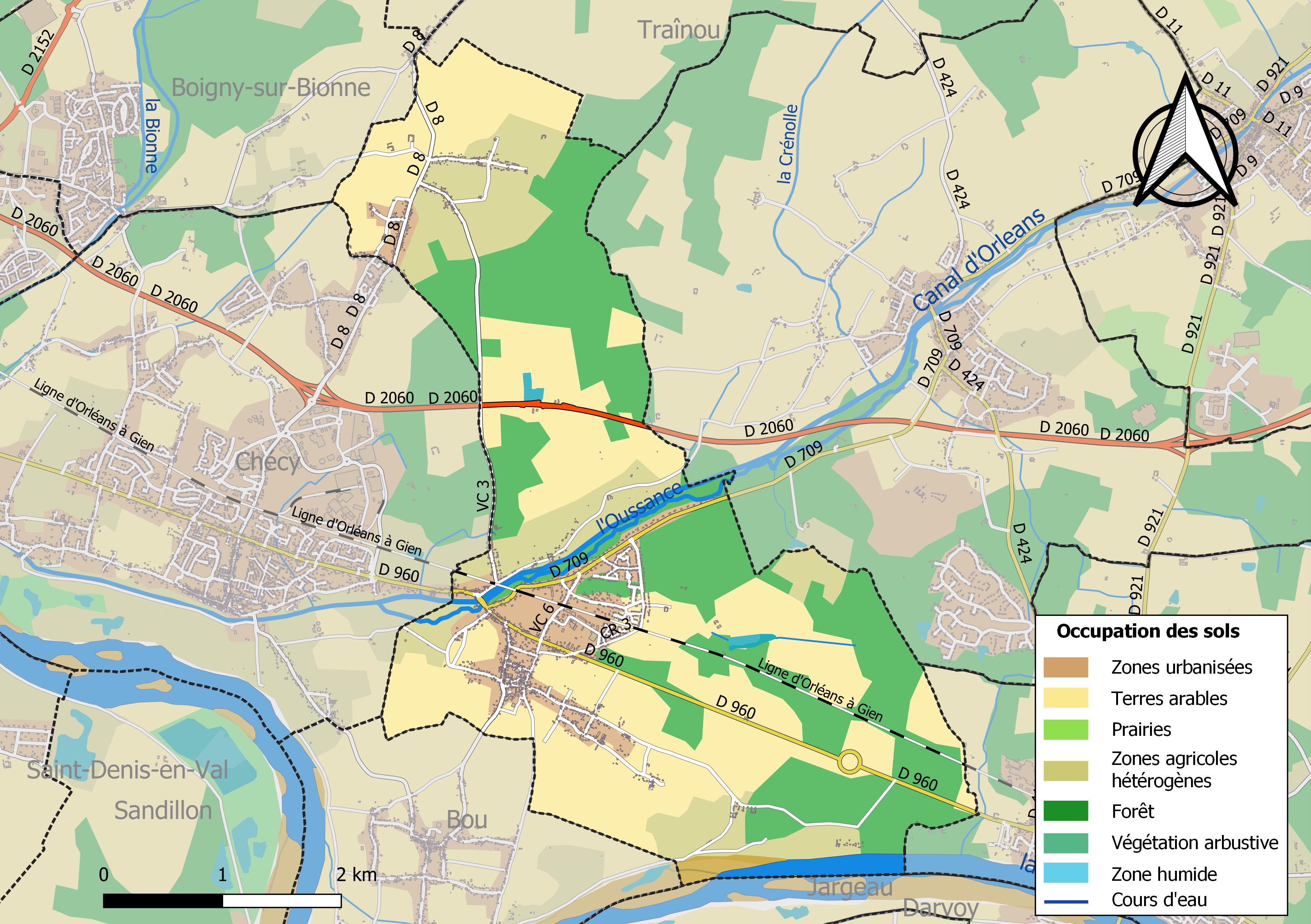
Carte des infrastructures et de l'occupation des sols de la commune en 2018 (CLC).
Carte orthophotographique de la commune en 2016.

### Voies de communication et transports

#### Routes

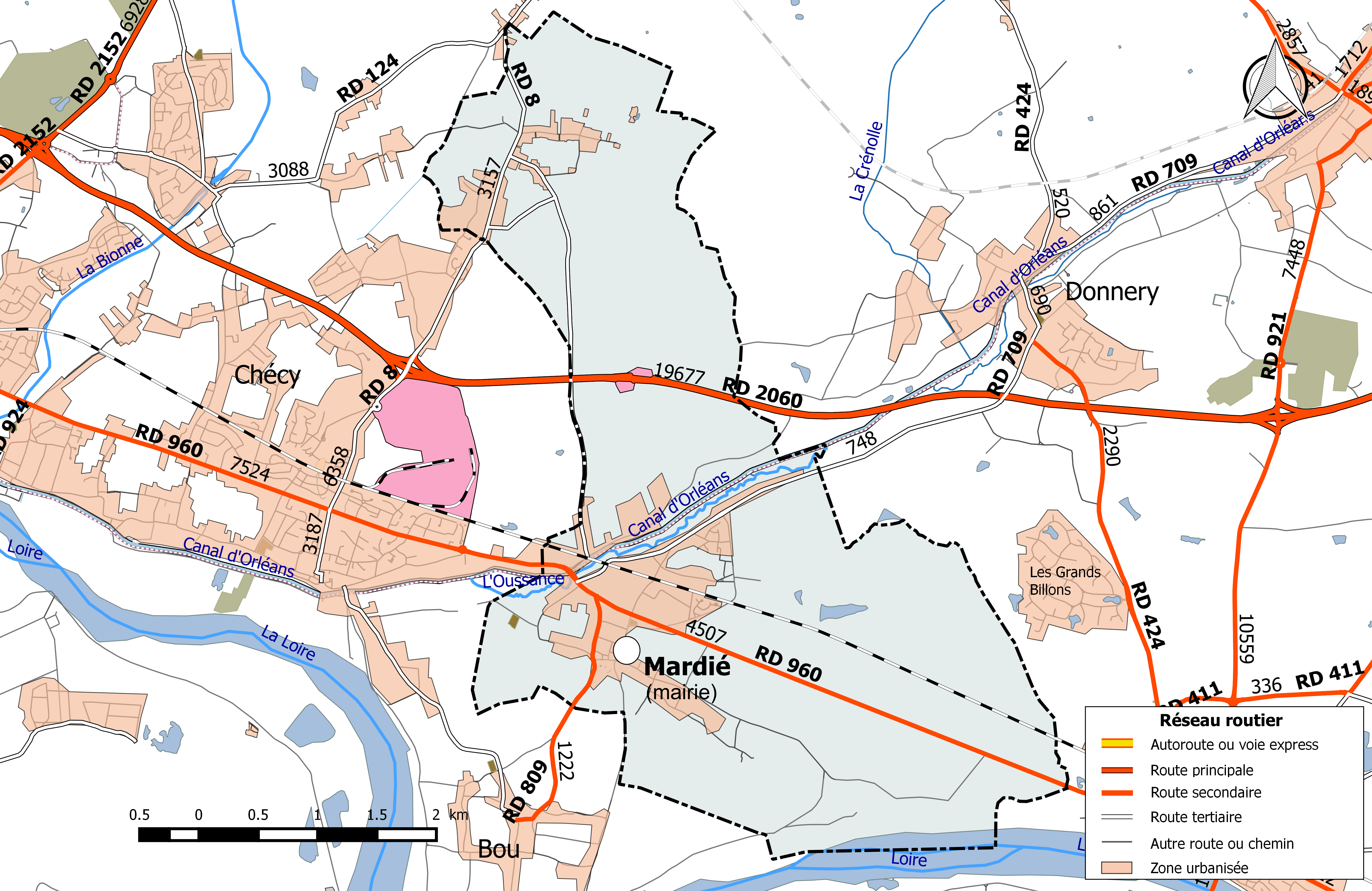
Réseau routier principal de la commune de Mardié (avec indication du trafic routier 2014).

La route départementale 2060 ou tangentielle traverse la commune à l'extrémité nord de son territoire. Pour y accéder, les habitants de Mardié doivent se rendre à Chécy ou à Saint-Denis-de-l'Hôtel, la tangentielle ne coupant aucune route importante à Mardié. L'accès à des communes proches de Mardié, mais situées au sud de la Loire, telles que Jargeau, Sandillon ou Darvoy, nécessitent le franchissement du fleuve en amont au niveau du pont de Jargeau.Un pont reliant la commune à Jargeau est en projet.
Les routes départementales 709 (entre Fay-aux-Loges et Mardié), 809 (entre Bou et Mardié) et 960 (entre Châteauneuf-sur-Loire et Orléans) traversent et desservent la commune.

#### Transports
Mardié est membre de la communauté d'agglomération Orléans Val de Loire et, à ce titre, bénéficie d'une desserte des bus des transports de l'agglomération orléanaise (TAO). La ligne 8, traverse le territoire de la commune à raison d'un bus toutes les 30 minutes. La variante 8A termine son trajet au Merisier, tandis que la 8B poursuit son trajet jusqu'à Bou. Une ligne scolaire reliant les Breteaux et l’école primaire Edgar Veau (64) a été mise en place le 3 janvier 2022 (nouveau réseau TAO). Deux autres lignes ont leur terminus au Breteaux. La 56 qui rejoint le lycée Jacques Monod (Pôle Bus de Léon Blum à Saint-Jean-De-Braye) et la ligne 65 qui rejoint le collège Pierre Mendès France à Chécy.
Le réseau TAO a installé le transport à la demande sur l’ensemble de la communauté de Mardié (resa´est)
Certaines lignes du réseau interurbain du Loiret, le réseau Ulys, traversent Mardié pour rejoindre la gare routière d'Orléans.

### Risques naturels et technologiques majeurs
La commune de Mardié est vulnérable à différents aléas naturels : inondations (par débordement de la Loire ou de ruisseaux), climatiques (hiver exceptionnel ou canicule), mouvements de terrains ou sismique. Elle est également exposée à un risque technologique : le transport de matières dangereuses. 
Entre 1999 et 2016, deux arrêtés ministériels ayant porté reconnaissance de catastrophe naturelle ont été pris pour le territoire de la commune de Mardié pour des inondations et coulées de boue.

#### Risque d'inondation

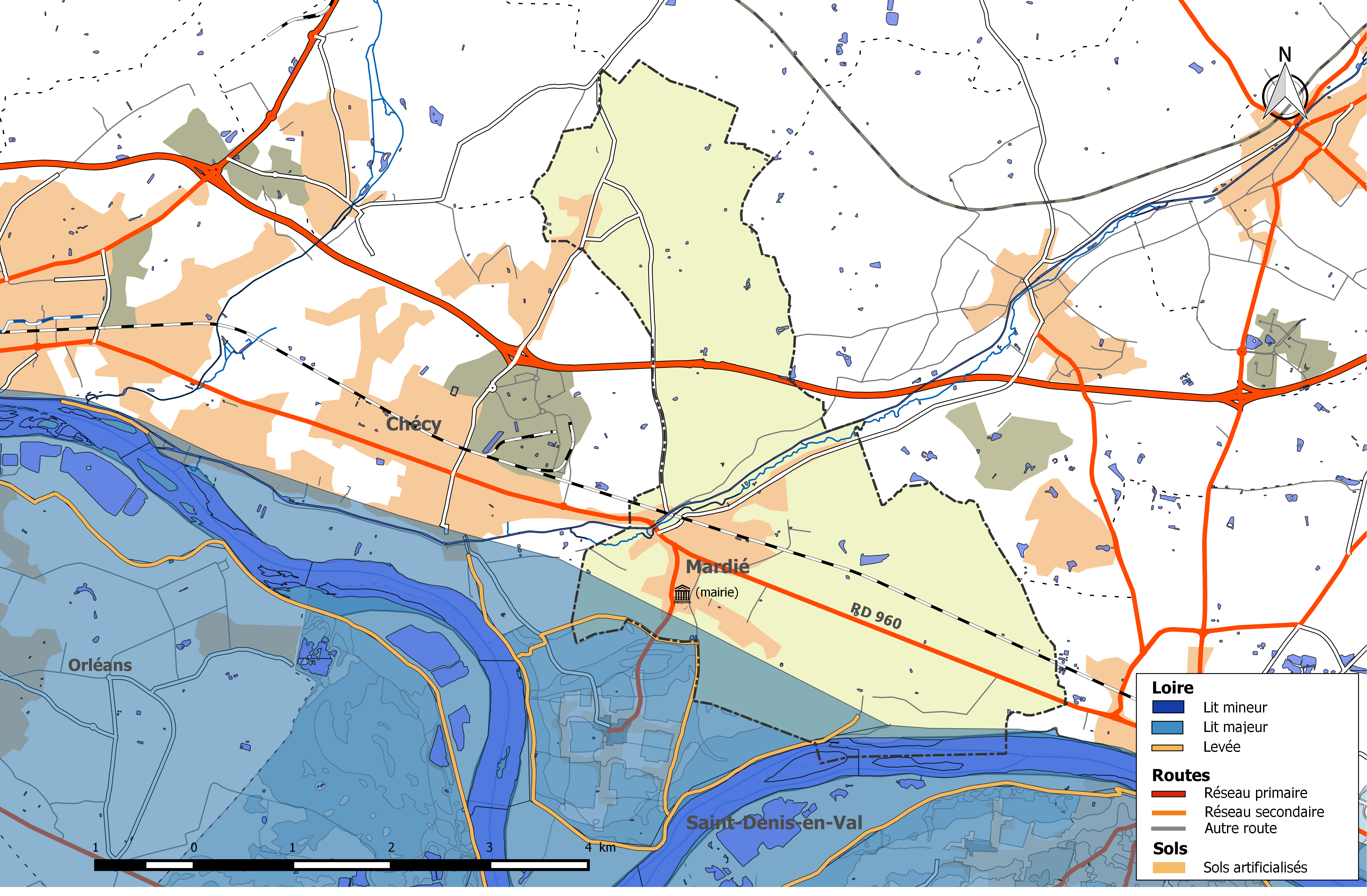
Zone inondable de la commune de Mardié.

La Loire est à l'origine des dégâts les plus importants sur la commune en cas de crue majeure. Les crues historiques sont celles de 1846, 1856, 1866 et 1907. Aucune crue n'a atteint depuis 1907 les hauteurs atteintes lors de ces événements catastrophiques.
La zone inondable de la commune de Mardié couvre une surface de 192 hectares, soit 11 % du territoire communal et se répartit en 112 ha en espaces agricoles, 28 ha en eau, 45 ha en espaces naturels, 1 ha en serres et 6 ha en surfaces urbanisées.  221 personnes résident dons cette zone. Elle fait partie du val d'Orléans qui s’étend sur 33 km de longueur, du hameau de Bouteille à l’amont au confluent du Loiret à l’aval. Ce val est protégé par une levée en terre, la levée d'Orléans, de 45 km de longueur. Il est inondé par le remous de la Loire dans la confluence du Loiret dès les premières crues simulées. Cette levée a été renforcée sur toute sa longueur. Le niveau de protection historique est celui visé par la construction du déversoir de Jargeau, aménagé à la fin du XIXe siècle à l'emplacement des brèches qui s'étaient produites en 1846, 1856 et 1866 et conçu initialement pour fonctionner au-delà de la cote de Loire à l'échelle d'Orléans proche de 6 m (crue de 1825, n'ayant pas occasionné de brèches). Les lignes d’eau en crue ont toutefois beaucoup changé depuis du fait de l’évolution morphologique du lit de la Loire, conséquence des ouvrages de navigation qui ont été réalisés au XIXe siècle  et de l’extraction massive de matériaux en deuxième partie du XXe siècle. Le déversoir ne remplit donc plus sa fonction de protéger la levée d’Orléans des surverses et il ne permet plus de définir l’objectif de protection du système d’endiguement.
L'analyse menée dans le cadre de l'étude de danger des digues, montre qu'aujourd'hui, le niveau de protection apparent de la levée est associé à une crue de période de retour d'environ 200 ans, soit une hauteur d'eau à l'échelle d'Orléans estimée à 5,75 m. Les zones de surverses probables mises en évidence se situent de l'amont vers l'aval, à Guilly, Tigy et Saint-Denis-en-Val (lieu-dit de Château Lumina). Par ailleurs, ces études montrent aussi que des défaillances avant dépassement des ouvrages sont probables, en particulier à Guilly, Tigy et Saint-Pryvé-Saint-Mesmin. Pour le secteur de Guilly, la probabilité de rupture n'est plus négligeable dès la crue de période de retour de 70 ans, soit une cote d'environ 4,60 m à l'échelle d'Orléans. Cette cote définit le niveau de sûreté actuel de la digue d'Orléans et correspond au seuil de déclenchement du plan d'évacuation massive de l'agglomération d'Orléans en cas de crue.
Le risque d'inondation est pris en compte dans l'aménagement du territoire de la commune par le biais du Plan de prévention du risque inondation (PPRI) du val d'Orléans - val amont, approuvé le 20 janvier 2015. Deux nouveaux types de zones sont apparues par rapport au précédent PPRI, plus restrictives pour une meilleure protection des usagers : la zone de dissipation d'énergie (ZDE) et la zone d'expansion de crue (ZEC). Dans la ZDE, située immédiatement à l’arrière des levées, qui serait fortement affectée en cas de brèche ou de rupture de digue, toute construction nouvelle est interdite. La ZEC quant à elle correspond aux secteurs naturels ou agricoles qu’il convient  de  préserver pour l’étalement des eaux en cas d’inondation et éviter l’accroissement des risques. La ZDE de Mardié, d'une superficie de 10 ha, est constituée de terres agricoles et naturelles. Au nord-est de la ZDE le lieu-dit Latingy est partiellement touché.
Deux documents permettent de définir les modalités de gestion de crise et d'organisation des secours : au niveau départemental, le Dispositif ORSEC départemental spécialisé déclenché en cas d'inondation de la Loire, le plan ORSIL, et au niveau communal le plan communal de sauvegarde.

#### Risque de mouvements de terrain
Le territoire de la commune peut être concerné par un risque d'effondrement de cavités souterraines non connues. Une cartographie départementale de l'inventaire des cavités souterraines et des désordres de surface a été réalisée. Il a été recensé sur la commune plusieurs effondrements de cavités.
Par ailleurs, le sol du territoire communal peut faire l'objet de mouvements de terrain liés à la sécheresse. Le phénomène de retrait-gonflement des argiles est la conséquence d'un changement d'humidité des sols argileux. Les argiles sont capables de fixer l'eau disponible, mais aussi de la perdre en se rétractant en cas de sécheresse. Ce phénomène peut provoquer des dégâts très importants sur les constructions (fissures, déformations des ouvertures) pouvant rendre inhabitables certains locaux. Celui-ci a particulièrement affecté le Loiret après la canicule de l'été 2003. La partie sud de la commune est soumise à un aléa « faible » face à ce risque, selon l'échelle définie par le Bureau de recherches géologiques et minières (BRGM), alors que la partie nord, à partir de la limite de la RD 2060, est en aléa fort (la Verdelle, les Bréteaux, la Croix Ferrée).

## Toponymie
Le toponyme Mardié est dérivé du bas latin Mardiacus, issu du gentilice Mardius, suivi du suffixe acus. Le village s'est donc développé à partir du domaine de  Mardius, un riche propriétaire terrien de l'époque gallo-romaine. Les mentions en attestant n’apparaissent qu'au XVe siècle : 
Mardié en décembre 1484, en 1740, au XVIIIe siècle sur la Carte de Cassini, ou en 1801, dans l'arrêté du 5 vendémiaire an IX portant réduction des justices de paix du département du Loiret.

## Histoire

### Héraldique
| Blason de Mardié | Les armes de Mardié se blasonnent ainsi : D'argent à la fasce de sinople chargée d'un fermail d'or, accompagnée de trois hures de sanglier de sable défendues du champ. |

### Révolution française et Empire

#### Nouvelle organisation territoriale
Le décret de l'Assemblée Nationale du 12 novembre 1789 décrète « il y aura une municipalité dans chaque ville, bourg, paroisse ou communauté de campagne ». En 1790, dans le cadre de la création des départements, le Loiret compte alors 367 municipalités, rattachées à 59 cantons et 7 districts. La municipalité de Mardié est rattachée au canton de Saint Denis de l'Hôtel et au district d'Orléans.  Le terme « commune », au sens de l’administration territoriale actuelle, est imposé par le décret de la Convention nationale du 10 brumaire an II (31 octobre 1793) : « La Convention nationale, sur la proposition d’un membre, décrète que toutes les dénominations de ville, bourg ou village sont supprimées et que celle de commune leur est substituée ». Ainsi la municipalité de Mardié devient formellement « commune de Mardié » en 1793.
Les cantons sont supprimés, en tant que découpage administratif, par une loi du 26 juin 1793, et ne conservent qu'un rôle électoral, permettant l’élection des électeurs du second degré chargés de désigner les députés,. La Constitution du 5 fructidor an III, appliquée à partir de vendémiaire an IV (1795) supprime les districts, considérés comme des rouages administratifs liés à la Terreur, mais maintient les cantons qui acquièrent dès lors plus d'importance en retrouvant une fonction administrative. Enfin, sous le Consulat, un redécoupage territorial visant à réduire le nombre de justices de paix ramène le nombre de cantons dans le Loiret de 58 à 31,. Mardié est alors rattachée au canton Chécy et à l'Arrondissement d'Orléans par arrêté du 9 vendémiaire an X (1er octobre 1801),,. En 1806, la commune est rattachée au canton d'Orléans-Nord-Est, un canton nouveau formé d'une commune de l'ancien canton d'Ingré, supprimé, de sept communes issues du canton de Neuville et de trois issues du canton de Patay. Cette organisation va rester inchangée jusqu'en 1973, la commune est rattachée au canton de Saint-Jean-de-Braye, puis en 1982 où elle rejoint le nouveau canton de Chécy.

## Politique et administration

### Découpage territorial
La commune de Mardié est membre de l'intercommunalité Orléans Métropole, un établissement public de coopération intercommunale (EPCI) à fiscalité propre créé le 1er janvier 2002 dont le siège est à Orléans. Ce dernier est par ailleurs membre d'autres groupements intercommunaux qui sont, en 2020 : le Syndicat mixte aménagement desserte aérienne de l'Ouest du Loiret (SMAEDAOL), le Syndicat mixte des bassins versants de la Bionne et du Cens et le Syndicat mixte d'améngament hydraulique (SMAH) du bassin de la Retrêve et de son affluent le ruisseau du Renard.
Sur le plan administratif, elle est rattachée à l'arrondissement d'Orléans, au département du Loiret et à la région Centre-Val de Loire. Sur le plan électoral, elle dépend du  canton de Saint-Jean-de-Braye pour l'élection des conseillers départementaux, depuis le redécoupage cantonal de 2014 entré en vigueur en 2015, et de la sixième circonscription du Loiret  pour les élections législatives, depuis le dernier découpage électoral de 2010.

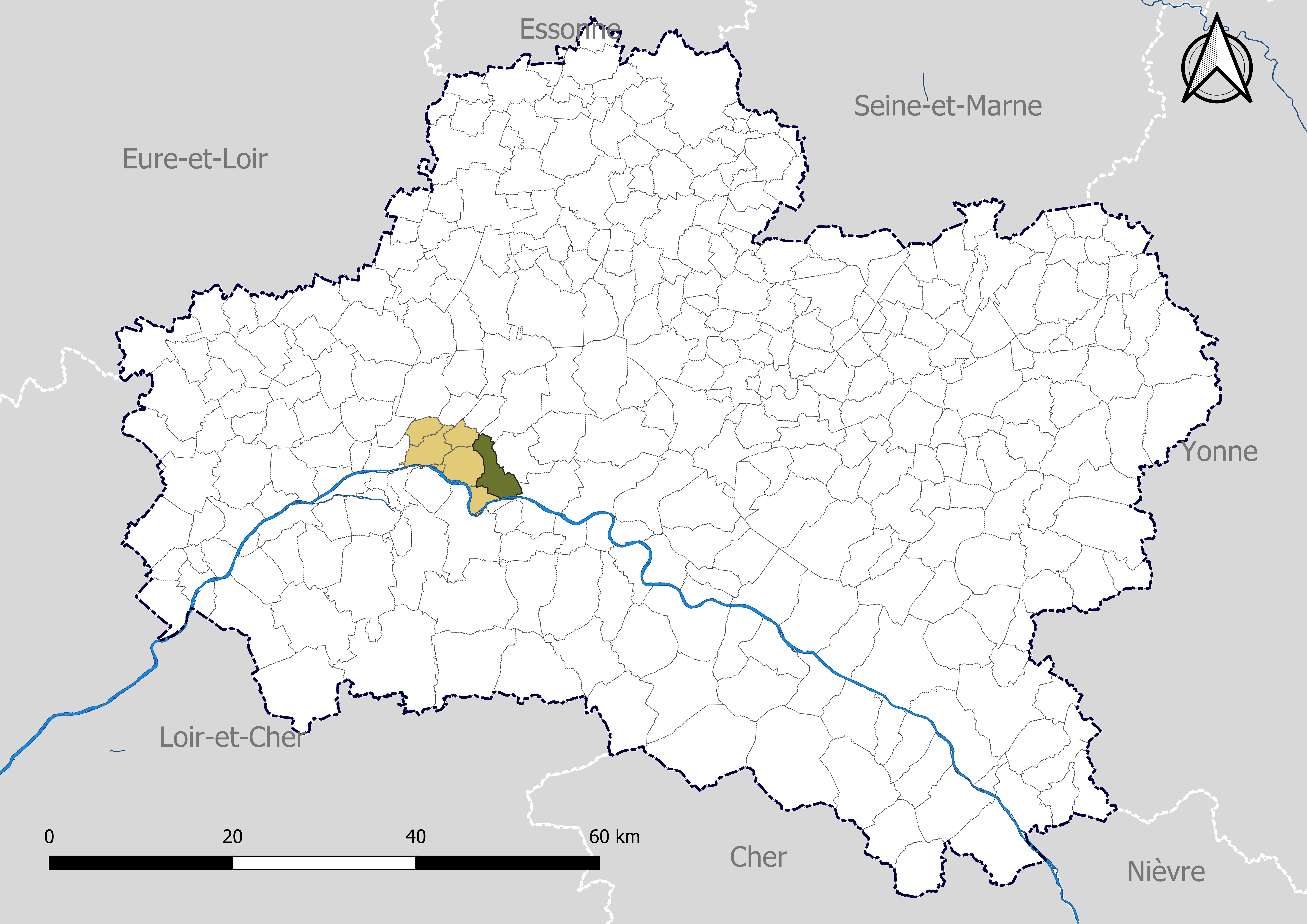
Mardié dans le canton de Saint-Jean-de-Braye en 2020.
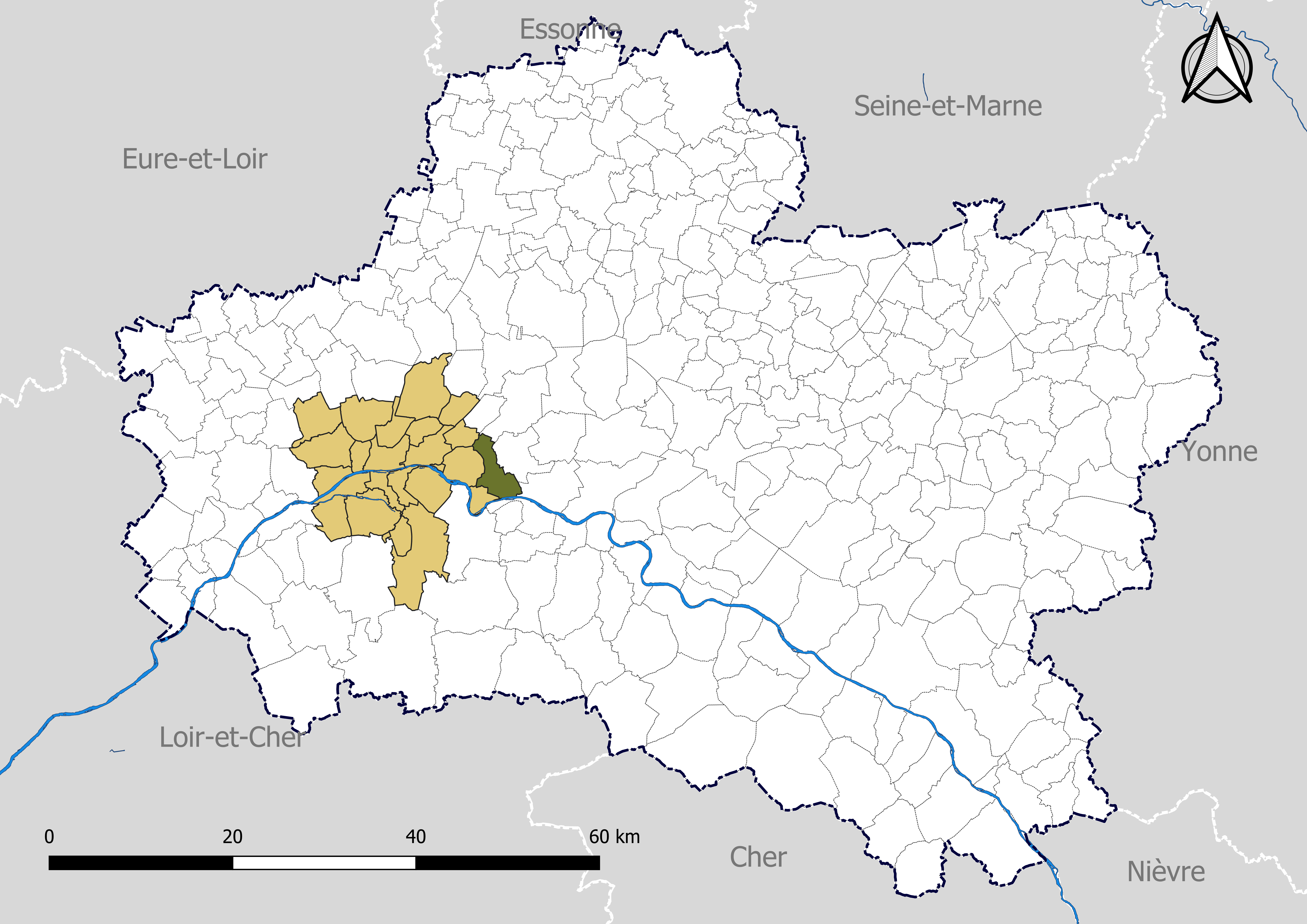
Mardié dans Orléans Métropole en 2020.
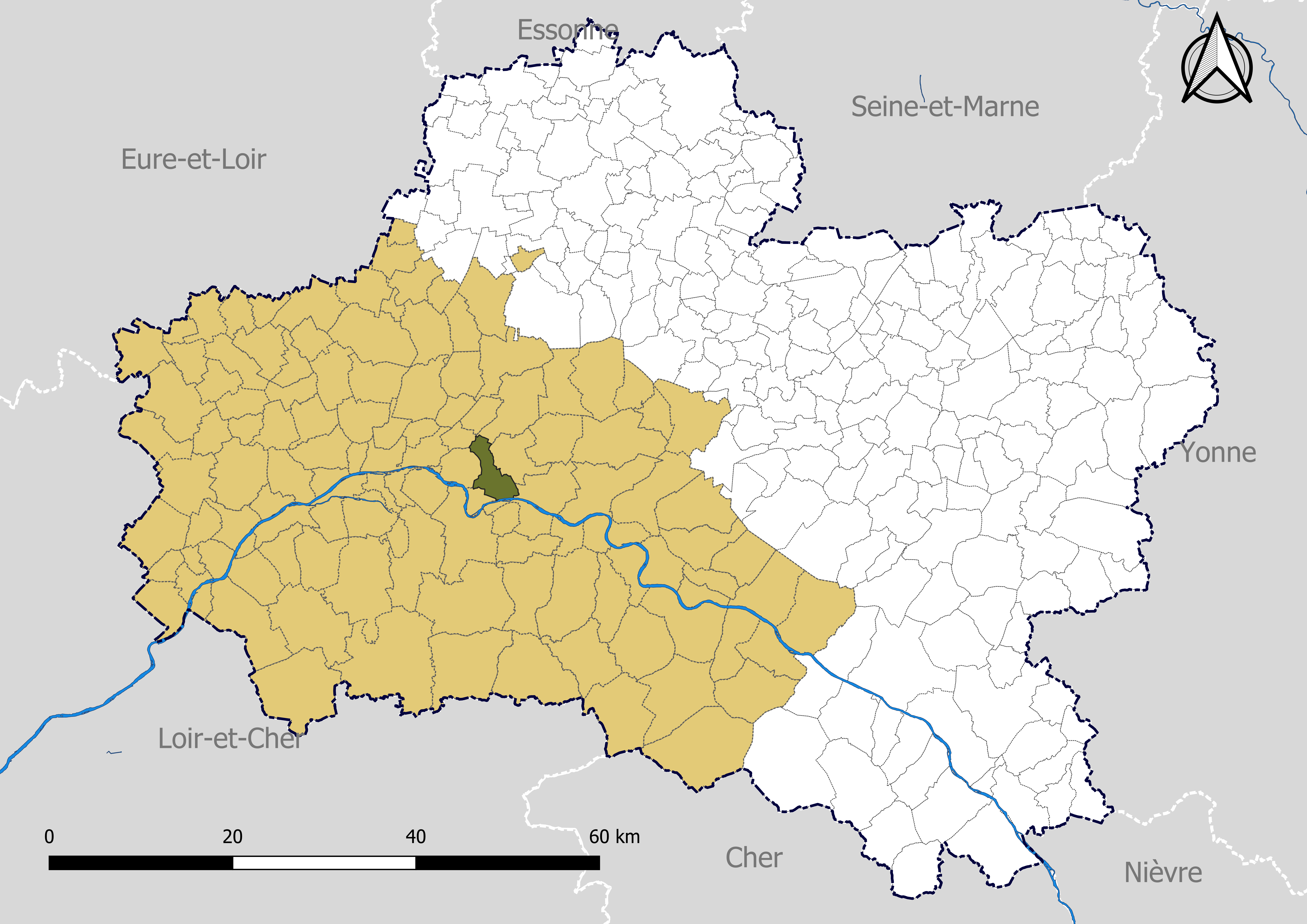
Mardié dans l'arrondissement d'Orléans en 2020.

### Politique et administration municipales

#### Conseil municipal et maire

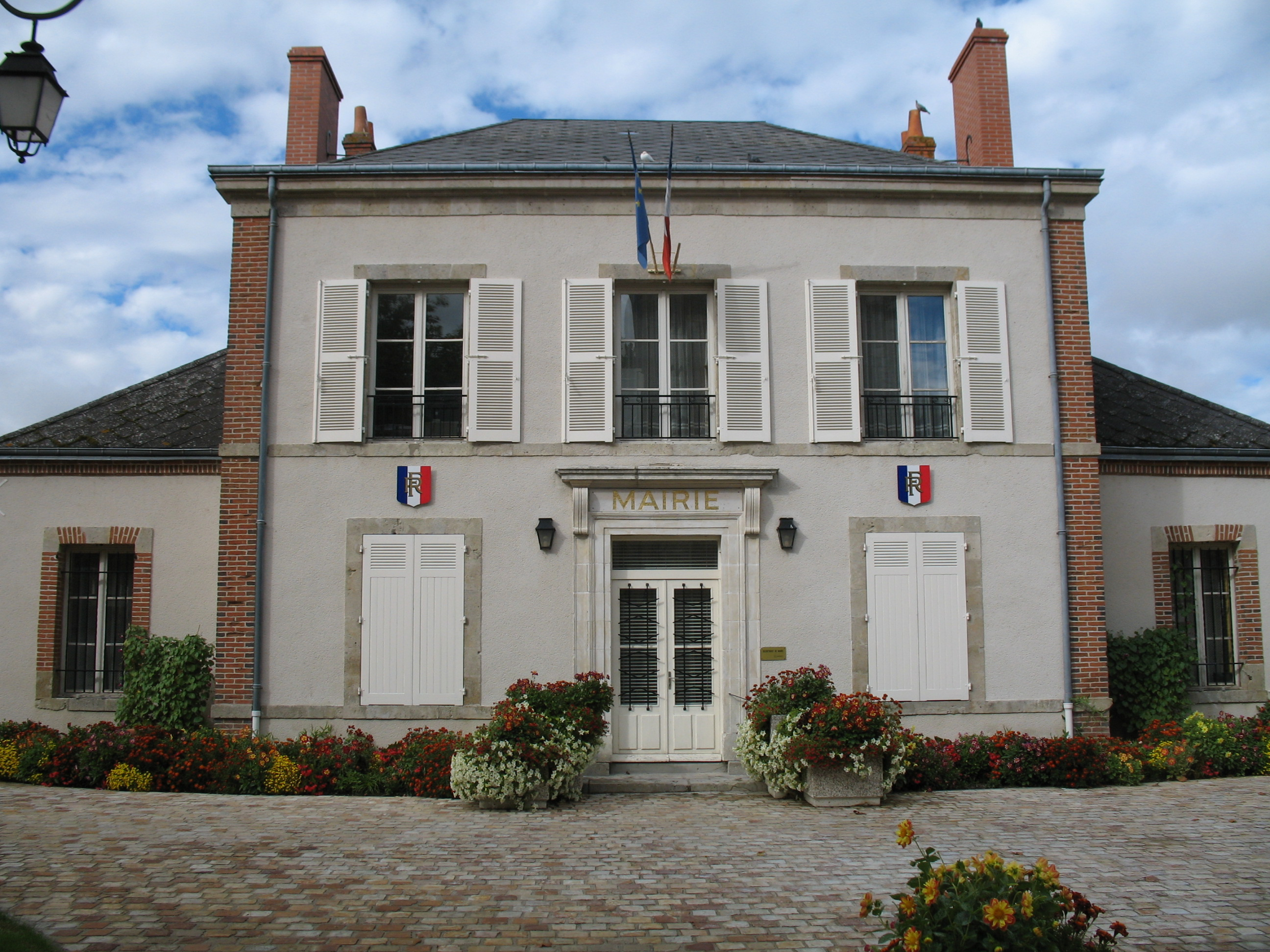
Mairie de Mardié.

Depuis les élections municipales de 2014, le conseil municipal  de Mardié, commune de plus de 1 000 habitants, est élu au scrutin proportionnel de liste à deux tours (sans aucune modification possible de la liste), pour un mandat de six ans renouvelable. Il est composé de 23 membres. L'exécutif communal est constitué par le maire, élu par le conseil municipal, parmi ses membres, pour un mandat de six ans, c'est-à-dire pour la durée du mandat du conseil. Clémentine Cailleteau-Crucy est maire depuis 2020.

### Jumelages
- Errol (en) (Royaume-Uni) depuis 2000[81].

## Équipements et services publics

### Gestion de l'eau

#### Eau potable
Le service public d’eau potable est une compétence obligatoire des communes depuis  l’adoption de la loi du 30 décembre 2006 sur l’eau et les milieux aquatiques.  La production et la distribution de l'eau potable sur le territoire communal était assurée en régie jusqu'au 1er janvier 2017, par le syndicat intercommunal d'alimentation en eau potable (SIAEP) Vals Loire Bionne & Cens. La gestion de l’eau étant une compétence obligatoire des communautés urbaines et des métropoles, la communauté urbaine Orléans Métropole s'est substituée à la commune pour la mise en œuvre du service public d'eau potable lors de la transformation de la communauté d'agglomération Val de Loire en communauté urbaine le 1er janvier 2017, puis c'est la métropole Orléans Métropole le 1er mai 2017 qui a pris cette compétence. La ville de Mardié est alimentée en eau potable par le forage La Bretauche-Château d'eau, mis en service en 1947, pompant l'eau dans la nappe souterraine des calcaires d'Étampes.

#### Eaux usées
La compétence assainissement, qui recouvre obligatoirement la collecte, le transport et l’épuration des eaux usées, l’élimination des boues produites, ainsi que le contrôle des raccordements aux réseaux publics de collecte, est assurée  depuis le 1er janvier 2002 par la Communauté de l'Agglomération Orléans Val de Loire, puis le 1er janvier 2017 par la communauté urbaine et enfin depuis le 1er mai 2017 par Orléans Métropole.
Depuis le 1er mai 2016, la métropole a signé un contrat de délégation de service public avec la société Suez Environnement pour l'exploitation des réseaux et ouvrages d'assainissement de 11 communes du territoire métropolitain dont Mardié. Le réseau comprend un réseau séparatif eaux usées de 16 161 ml et un réseau d'eaux pluviales de 8 822 ml. Sur la commune, on  compte 7 stations de relevage pour les eaux usées. Ces stations peuvent contenir de une à quatre pompes  dont les puissances peuvent varier de 1,3 kW à 140 kW (soit de 3 l/s à 450 l/s).
Un zonage d'assainissement, qui délimite les zones d'assainissement collectif, les zones d'assainissement non collectif et le zonage pluvial a été réalisé par l’AgglO et a été approuvé par  délibération du  conseil de communauté du 15 avril 2004. 
La commune est raccordée à la station d'épuration de Chécy. Cet équipement, dont la capacité est de 25 000 EH, a été mis en service le 1er janvier 1980 et son exploitation est assurée depuis mai 2016 par Véolia.

### Gestion des déchets

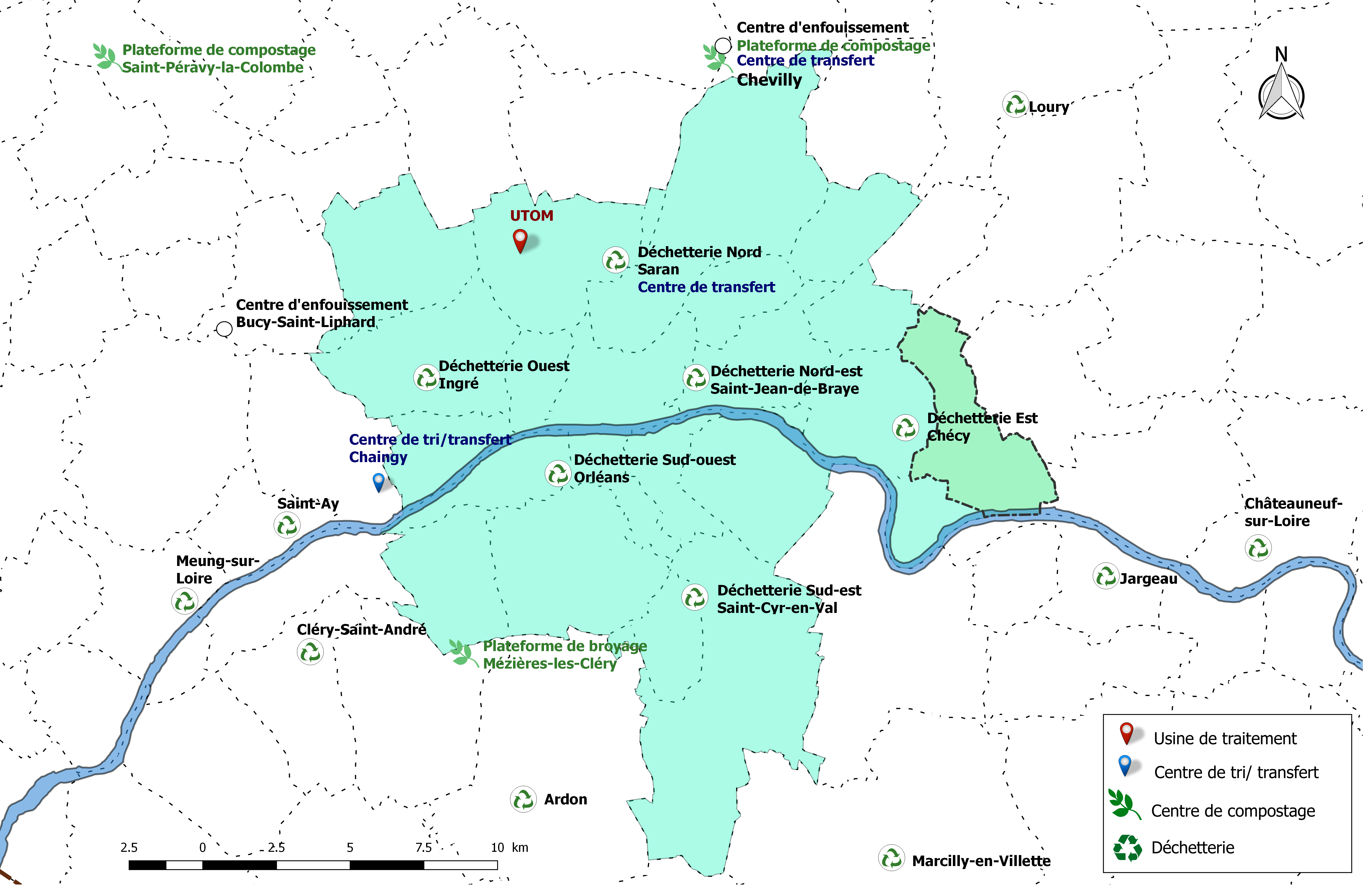
Sites de collecte, de traitement et de valorisation des déchets de la communauté urbaine d'Orléans Métropole, avec localisation de la commune de Mardié.

La collecte, le traitement et la valorisation des déchets est une compétence exclusive de la communauté urbaine Orléans Métropole depuis 2000 (l'intercommunalité était alors communauté de communes). La collecte des déchets ménagers (résiduels et multimatériaux) est effectuée en porte-à-porte sur toutes les communes de la communauté urbaine, Un réseau de six déchèteries accueille les encombrants et autres déchets spécifiques (déchets verts, déchets dangereux, gravats, cartons…). La plus proche pour les habitants de la commune de Mardié est la déchèterie de Chécy,.
Une unité de traitement, permettant la valorisation énergétique (l’incinération des déchets ménagers résiduels) et la valorisation matière des autres déchets (corps creux, corps plats et multimatériaux) est en service sur la commune de Saran depuis 1996, l'unité de traitement des ordures ménagères (UTOM). Elle est exploitée par la société ORVADE, filiale du groupe Veolia.

### Équipements et services culturels

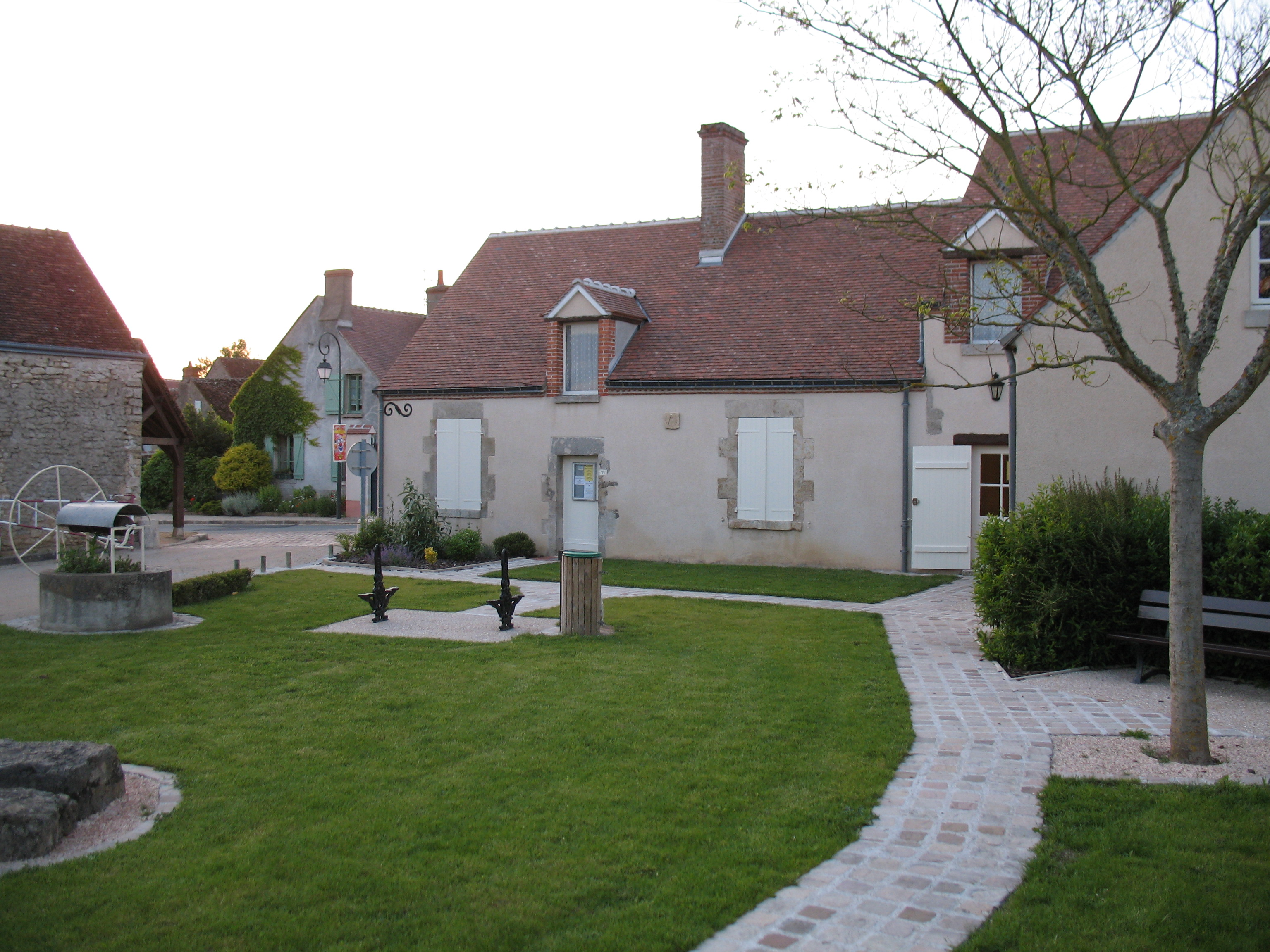
La bibliothèque.

La commune dispose d'une bibliothèque municipale, installée dans deux salles de la « Maison d’Irène », place du Pressoir, au centre du bourg. Elle comprend une salle adultes et une salle enfants.

## Population et société

### Démographie
L'évolution du nombre d'habitants est connue à travers les recensements de la population effectués dans la commune depuis 1793. Pour les communes de moins de 10 000 habitants, une enquête de recensement portant sur toute la population est réalisée tous les cinq ans, les populations de référence des années intermédiaires étant quant à elles estimées par interpolation ou extrapolation. Pour la commune, le premier recensement exhaustif entrant dans le cadre du nouveau dispositif a été réalisé en 2006.
En 2022, la commune comptait 3 083 habitants, en évolution de +11,26 % par rapport à 2016 (Loiret : +1,89 %, France hors Mayotte : +2,11 %).
| 1793 | 1800 | 1806 | 1821 | 1831 | 1836 | 1841 | 1846 | 1851 |
| ---- | ---- | ---- | ---- | ---- | ---- | ---- | ---- | ---- |
| 721  | 693  | 713  | 782  | 783  | 840  | 803  | 840  | 827  |

| 1856 | 1861 | 1866 | 1872 | 1876 | 1881 | 1886 | 1891 | 1896 |
| ---- | ---- | ---- | ---- | ---- | ---- | ---- | ---- | ---- |
| 833  | 825  | 845  | 909  | 912  | 860  | 911  | 884  | 892  |

| 1901 | 1906 | 1911 | 1921 | 1926 | 1931 | 1936 | 1946 | 1954 |
| ---- | ---- | ---- | ---- | ---- | ---- | ---- | ---- | ---- |
| 851  | 837  | 830  | 768  | 701  | 732  | 683  | 757  | 834  |

| 1962 | 1968  | 1975  | 1982  | 1990  | 1999  | 2006  | 2011  | 2016  |
| ---- | ----- | ----- | ----- | ----- | ----- | ----- | ----- | ----- |
| 878  | 1 062 | 1 276 | 1 791 | 2 070 | 2 370 | 2 550 | 2 543 | 2 771 |

| 2021  | 2022  | - | - | - | - | - | - | - |
| ----- | ----- | - | - | - | - | - | - | - |
| 3 011 | 3 083 | - | - | - | - | - | - | - |

## Culture locale et patrimoine

### Lieux et monuments
- Église Saint-Martin, du XIIe siècle avec un obus prussien de la guerre de 1870 dans un mur (visible à l'extérieur). L'église est classée aux monuments historiques depuis 2006[103] ;
- Maison d'Irène, fermette transformée en bibliothèque-musée et contenant un pressoir monumental ;
- Ruines du prieuré de Pont-aux-Moines : seul un porche subsiste ;
- Ruines du château de la Perrière : seuls les restes d'une tour sont visibles ;
- Remise à bateau de la Perrière, fin XVIIIe siècle, début XIXe siècle[104] ;
- Pont de chemin de fer construit au XIXe siècle sur la ligne Orléans-Gien ouverte en 1873[105] ;
- Le bief de Pont-aux-Moines du canal d'Orléans et la levée de la Loire traversent le territoire de la commune.
- Le château de Latingy datant du début du XIXe siècle, se situe à l'écart de la commune, sur la plaine de Latingy qui surplombe la Loire ;
- Le lavoir ;
- Mardié est située dans la zone de protection spéciale vallée de la Loire du Loiret du réseau Natura 2000[106].
- Un arbre situé sur le territoire de la commune héberge une plate-forme de reproduction pour un couple de balbuzards pêcheurs filmée et retransmise sur le site web BalbuCam[107],[108],[109].

Patrimoine bâti de la commune
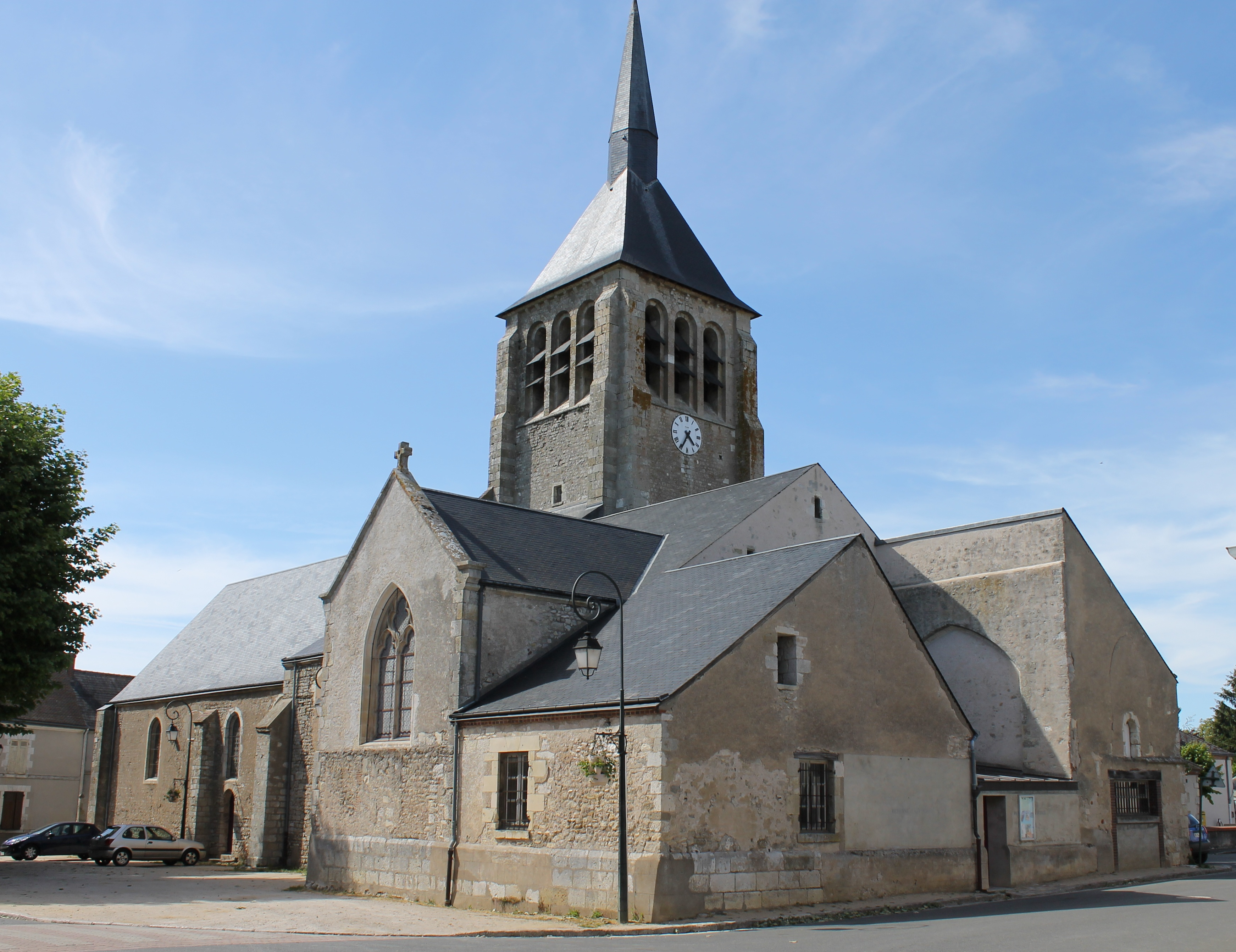
L'église Saint-Martin.
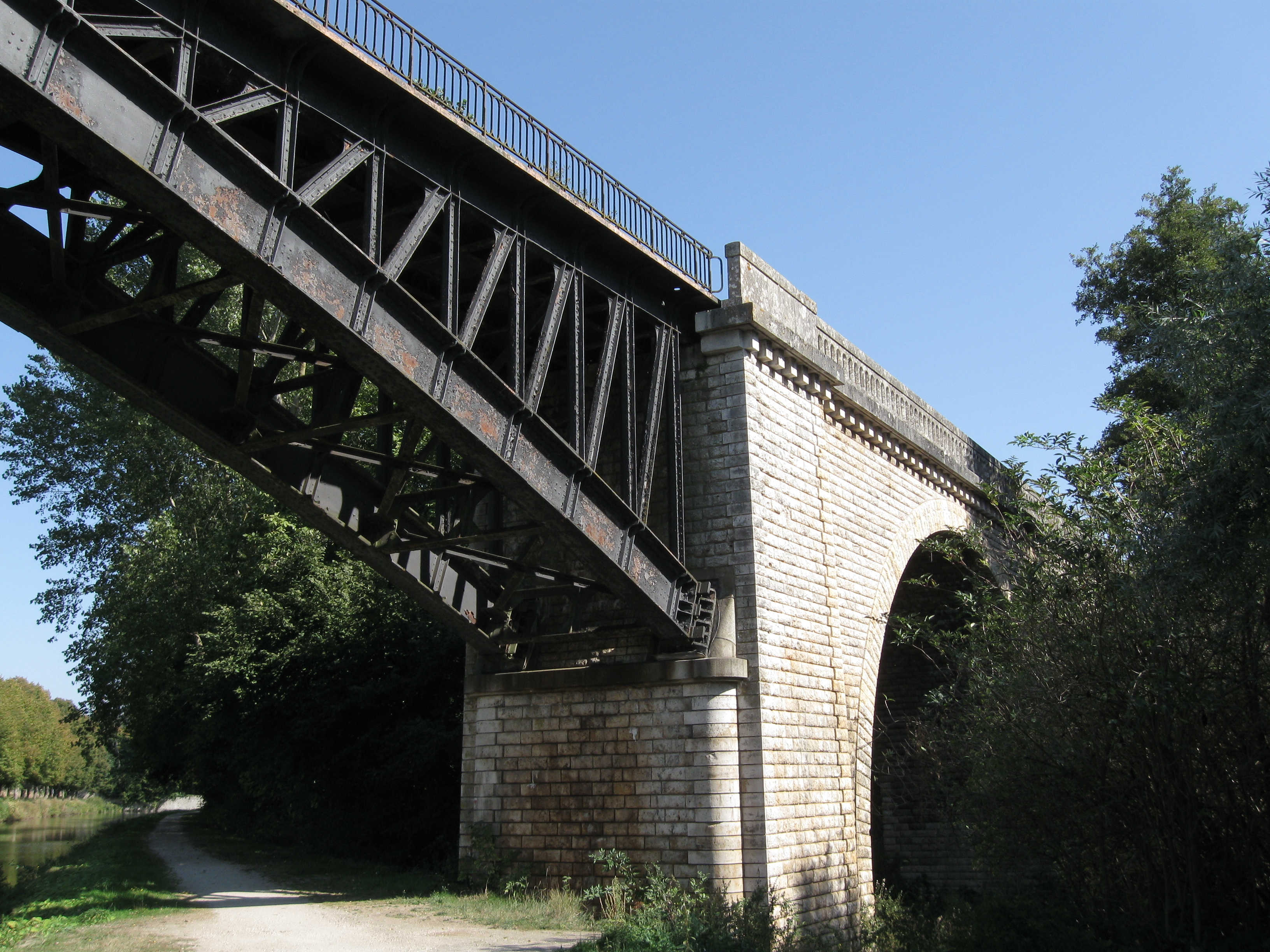
Le pont de chemin de fer.
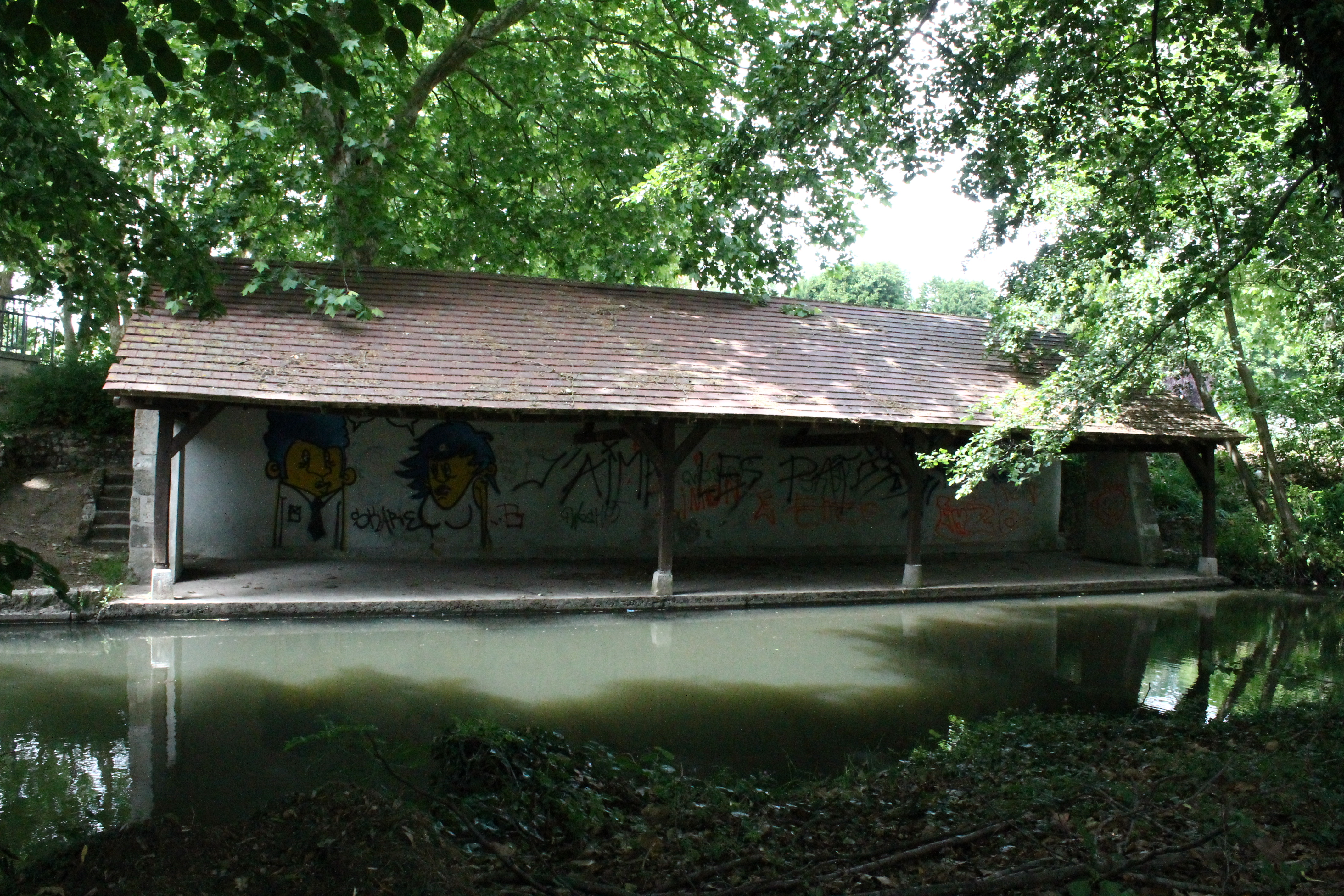
Le lavoir.

### Sites et paysages remarquables
Le 30 novembre 2000, le Val de Loire, dans son cours moyen de Sully-sur-Loire (Loiret) à Chalonnes-sur-Loire (Maine-et-Loire), est inscrit sur la Liste du patrimoine mondial de l'organisation des Nations unies pour l'éducation, la science et la culture (UNESCO) comme « paysage culturel ». Cette inscription reconnaît au site une « valeur universelle exceptionnelle » fondée sur la densité de son patrimoine monumental, architectural et urbain, l'intérêt du paysage fluvial et la qualité exceptionnelle d’expressions paysagères héritées de la Renaissance et du Siècle des Lumières. Toute altération de la V.U.E. est considérée comme une perte pour la mémoire de l’Humanité. Le préfet de la région Centre, préfet coordonnateur, approuve le plan de gestion pour le Val de Loire patrimoine mondial par arrêté en date du 15 novembre 2012. Trente-cinq communes du Loiret sont concernées, dont Mardié qui a une frange de son territoire inscrite et le reste en zone tampon.

### Personnalités liées à la commune
- Armand Thomas Hue de Miromesnil (1723-1796), magistrat et homme politique français, ministre (Garde des sceaux de France) de Louis XVI, est né au Château de Latingy.